# 보육

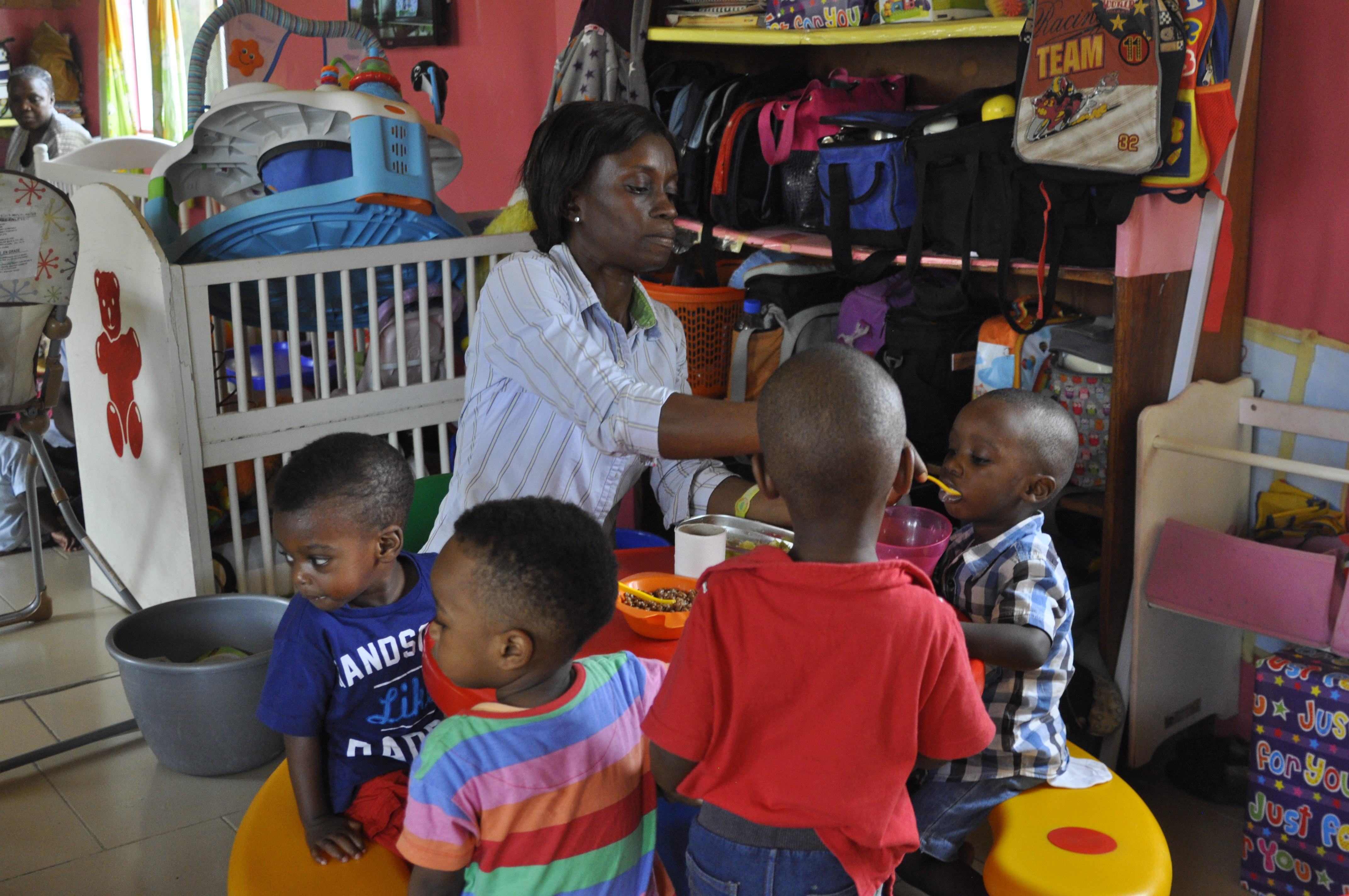
나이지리아의 보육

보육(保育, 영어: Child care)은 생후 2주부터 18세까지의 미성년자들을 돌보고 감독하는 것이다. 대부분의 부모는 자녀를 돌보는 데 상당한 시간을 소비하지만, 보육은 일반적으로 자녀의 부모가 아닌 돌보미가 제공하는 것을 의미한다. 보육은 넓은 범위의 전문가, 제도, 맥락, 활동, 사회·문화적 관습을 포괄하는 광범위한 주제이다. 조기 보육은 아이의 발달에 있어서 동일하게 중요하지만 흔히 간과되는 사항이기도 하다.
돌봄은 다양한 집단과 개개인의 아이들에게 제공되어 진다. 비슷한 연령대로 이루어진 아이들의 돌봄은 돌보미와 책임자 모두에게 다양한 발달적, 심리적 효과를 준다. 이는 그들의 정신적 발달이 그들의 정상적 나이에 맞는 과정을 거치지 못하는 케이스이기 때문이다. 이러한 보살핌 역할은 아동의 대가족이 맡을 수도 있다.  대가족 돌봄과 대조적으로 보이는 또 다른 형태의 보육은 센터 기반 보육이다. 가족 돌봄 대신에, 이러한 책임은 유급 간병인, 고아원 또는 위탁 가정에 주어져 돌봄, 주택 및 학교 교육을 제공할 수 있다.
전문적인 보육인들은 보육센터(탁아소, 주간보육, 유치원, 학교)나 가정 돌봄(유모, 가정형 유치원)의 맥락에서 일한다. 대다수 보육 기관에서는 보육 서비스 제공자가 응급 처치 에 대한 광범위한 교육을 받고 CPR(심폐소생술) 자격증을 받도록 요구한다. 또한 일반적으로 배경조사, 약물 검사 및 신원 확인이 요구된다. 보육 서비스는 유아 교육 또는 초등 교육을 포함하는 고급 학습 환경으로 구성될 수 있다. "일상 프로그램의 목적은 점진적으로 건강하고 안전한 발전 과정을 조성해야 하며 어린이들의 흥미와 어린이 개개인의 능력을 이끌어 낼 수 있도록 유연해야 한다. " 많은 경우 적절한 보육 제공자는 선생이나 보육 경력을 가진자이다.  이들은 아동 보호자의 일반적인 기본 능력 외에도 더욱 집중된 훈련이 필요하다.
이러한 허가 외에도 부모들은 그들만의 간병인을 고용하거나 다른 가족과 보육 교환을 주선할 수도 있다.
보육 서비스에 대한 접근성과 질은 어린이, 부모, 보호자, 가족에게 다양한 영향을 미친다. 언급한 바와 같이, 어린 시절의 보육은 어린이의 교육 성취도에 장기적인 영향을 미칠 수 있다. 부모, 특히 여자와 어머니들은 보육이 더 접근가능하고 가격이 저렴할 때 노동시장에 참여하는 경향이 증가한다. 몇몇 경우, 보육은 보육 프로그램이 부족한 프로그램, 예를 들어 특정 이민, 유색인종집단에 부적절한 효과를 제공한다.
이 글은 보육 상황에서의 문제를 전반적으로 다룰 것이다. 다양한 문화적 고려사항, 각국의 정책, 다양한 유형의 보육, 보육이 발전과 건강에 미치는 영향, 보육교사의 급여, 보육의 불공평, 보육에 대한 역사, 비즈니스, 접근, 요구기준 등이 포함된다.

## 개요
보육은 문화에 따라 크게 다르다. 전세계 많은 국가들은 7-10세 사이의 유아들에게 보육의 기회를 주는 것을 선호하는 반면 유급보육이 일반적인 서구권은 12세 미만의 어린이들을 선호한다. 예를 들어, 자이르의 아주 어린 아이들은 정기적으로 마체테를 안전하고 능숙하게 사용하는 반면, 미국 중산층 성인은 어린 아이들이 칼을 사용하는 것을 신뢰하지 않는다. 아동발달은 육체적이거나 정신적일 뿐만 아니라 일반적인 것이 아닌 특정 문화의 과정이기도 하다. 아이들이 많은 책임를 부여받는 국가 내에서 어른은 비정기적 감독을 하며 어린이들은 그들의 책임에 자부심을 갖는다.
가정이 아닌 곳에서 보육하는 경우 문화적 영향이 존재한다. 많은 보육기관이 그들의 목표와 일상의 활동을 수행함에서의 측면은 그들이 다루게 될 다양한 문화를 인식하는 것이다. 보육을 찾고 고려하는 가구의 수가 증가함에 따라 이것은 중요한 것으로 간주되어 진다. 프로그램들은 문화적인 그룹과 윤리적 그룹의 유사점과 차이점을 이해해야 한다. 이것은 커뮤니티의 전반적인 다양성을 이해하기 위해 수행되어야 한다. 어린이들은 그들의 문화적 관례를 대표할 수 있어야 하고 그들이 경험하지 못한 문화도 배울 수 있어야 한다.

## 국가별 보육

### 호주

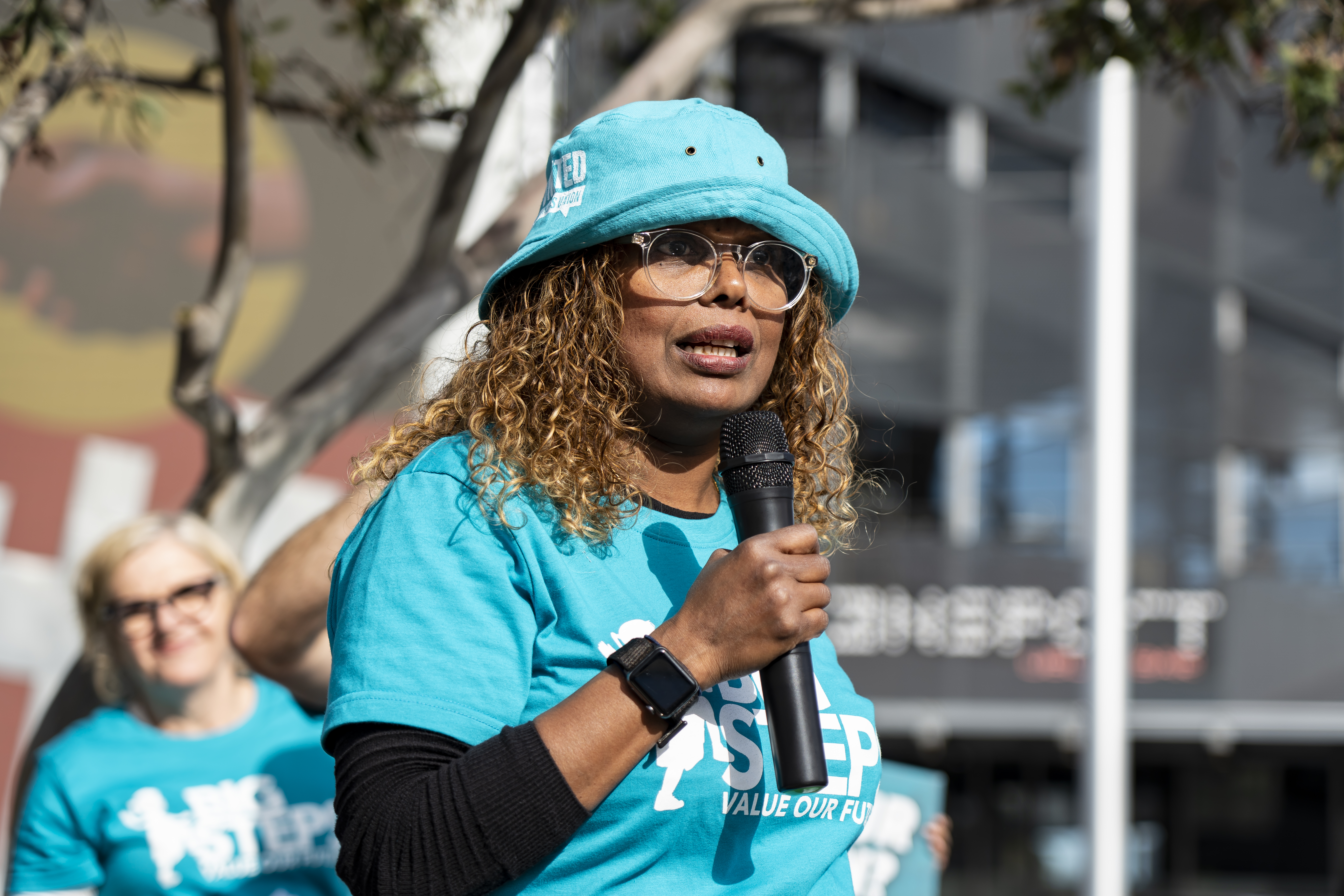
United Voice의 Big Steps 캠페인 - 유아 교육자들의 파업, 2022년 9월

호주 에는 대규모 보육 산업이 있지만, 많은 지역(특히 대도시의 도심 교외 지역 및 농촌 지역)에서는 이용 가능성이 제한되어 있으며 대기기간은 최대 몇년 간 소요된다. 호주 정부 의 보육 보조금 제도는 보육 비용에 대해 넉넉한 지원을 제공하지만 여전히 많은 가구는 많은 양의 부담금을 안고 있다. 2013년 주간 보육원의 일주일당 평균 비용은 약 A$364 였으며, 이는 저소득층이 감당할 수 없는 수준이다.
호주 어린이 교육 및 보육 품질 관리 기관(ACECQA) 은 연방 정부 기관으로, 주 정부 기관들의 중앙 기관 역할을 한다.오스트레일리아 아동의 교육 및 품질 관리국에 의해 관리된다. 2021년 영유아 비율은 1:4, 2-3세 영아는 1:5(VIC 제외 시 1:4), NSW와 TAS, WA의 미취학아동은 1:10, ACT와 NT, QLD, SA, VIC는 1:11의 비율을 보인다.
모든 보육원 직원은 센터에서 일하기 위해 최소한 3개 이상의 아동 복지에 관한 자격증을 보유하거나 취득해야 한다(사전 학습 인정은 직원들이 다년간의 경력을 갖추는데 도움을 주지만 자격이 있지는 않다). (일반적인 자격증들은 아동 서비스와 관련된 학위나 영유아 교육학위이다).
호주에서 가족 데이 케어에 대한 규정은 주마다 다르다. 빅토리아 주에서 가족 데이 케어 사업을 시작한다면, 교육자는 아동 복지에 관한 3개의 자격증을 보유하거나 이를 취득하기 위한 노력을 하고 있어야 한다. 또한 가족 데이 케어를 시작하려면 경찰 조사, 응급 처치 교육 및 보험(특히 가족 간 데이 케어의 경우)이 필요하다. 집은 아이들을 보호할 수 있어야 한다. 15명의 교사들은 아동 복지 학위를 취득한 한명의 감독관 아래에서 일해야 한다.
유모는 호주에서 많은 가족들의 보육 선택지 중 하나이지만 정부의 보육 보조금을 수령할 수 없다. 유모는 일일 또는 오랜 기간 일할 수 있고 오페어나 야간에 일하는 것처럼 다양한 서비스를 제공한다.

### 캐나다
캐나다는 사립과 보조금을 지급받는 보육센터를 운영한다. 보조금 지원이 부족하면 적합한 보육서비스 제공자를 찾는데 많은 시간을 들이게 한다. 이를 위해 정부나 사기업은 때때로 부모에게 온라인으로 자리를 찾을 수 있도록 한다.
The Star 의 2008년 기사에 따르면 비영리 단체는 아이들이 성장할 수 있는 고품질 환경을 조성할 가능성이 훨씬 더 높다고 한다.
지방 정부, 특히 시정부는 비영리 보육 센터를 운영한다.
모든 제공자에게 가장 큰 비용은 노동이다. 지방 법규는 보육 센터의 운영을 규제할 수 있으며, 이로 인해 스태프 요구 사항에 영향을 줄 수 있다. 캐나다에서는 노동력이 주로 여성(95%)으로 구성되어 있으며 임금이 낮아 평균 노동력 임금의 60%만을 받는다. 일부 관할 지역은 라이선스나 인증을 요구한다. 법규는 물리적 시설의 세부 사항(화장실, 식사, 수면, 조명 수준 등)을 명시할 수 있다.
2021년, COVID-19 팬데믹의 상황을 반영하여 캐나다 정부는 어린이 발달과 경제 성장에 대한 보육의 혜택과 가치를 재고하였다. 따라서 정부는 보육 비용을 줄이는 것을 목표로 설정했다. 이 정책 변화는 2021년 캐나다 예산에서 초기 학습 및 원주민 지역을 위한 보육 서비스에 최대 83억 달러를 투자하는 것으로 반영되었다.

### 덴마크
덴마크의 대부분의 보육센터는 6개월부터 3세까지의 아이들을 받아들인다. 1-2세의 아이들 중 91.2%가 다양한 유형의 보육 기관에 등록되어 있다. 이 중 대부분은 시정부가 관리하며 주로 정부에서 지원한다. 이러한 기관의 다양한 유형에는 별도의 보육 기관(Vuggestue), 보육 부서가 있는 유치원(Integrerede institutioner) 및 가정 내 보육(Dagpleje)이 포함된다.
보육센터는 아이들의 관점과 일상생활에의 참여에 중점을 둔 놀이 기반이다. 보육센터는 훈련받은 사회 교육가나 교육학자(pædagog)에 의해 구성되어 있다.
덴마크 정부는 덴마크의 대부분의 가족이 국내에서 중심이 되는 보육에 보장된 접근을 활용한다고 주장한다. 덴마크의 어린이 보육 기관에는 시정부가 운영하고 일부 사립 시설이 포함된다. 일부 시설은 전문 보육 관리자가 아닌 여성의 집에서 중심이 되는 보육 시설이 아니다. 일부 학자와 개인은 덴마크의 보육 시스템의 거의 보편적인 참여를 교육 달성과 평등을 높이기 위해 다른 나라가 따라야 할 모델로 인정한다. 가족을 지원하는 덴마크의 정책에는 부모휴가 프로그램도 포함된다.

### 프랑스
프랑스의 보육 시스템은 어린이를 적절하게 돌보기 위해 보육 제공자가 일정 수준의 공식 교육을 받았다는 것을 매우 중요하게 생각한다. 그들은 초기 어린이 보육의 두 가지 별도의 분기를 가지고 있다. 이 두 가지 분기는 crèche와 école maternelle로 불린다. Crèche는 영아와 유아를 위한 프로그램이며, école maternelle은 교육 시스템의 일부다. 두 경우 모두 교사들이 대학 학위를 갖고 있어야 하며, 그 위에 가끔 전문 학위가 필요하다.
프랑스는 공공 보육 서비스와 사립 및 가족 보육 서비스를 함께 제공한다. 이러한 서비스는 프랑스의 가족 정책에 지출된 GDP의 3.6%의 일부다. 프랑스에서 제공되는 서비스는 전체 시간 프랑스 거주자와 백신을 맞은 아이들의 부모에게 제공된다.

### 독일

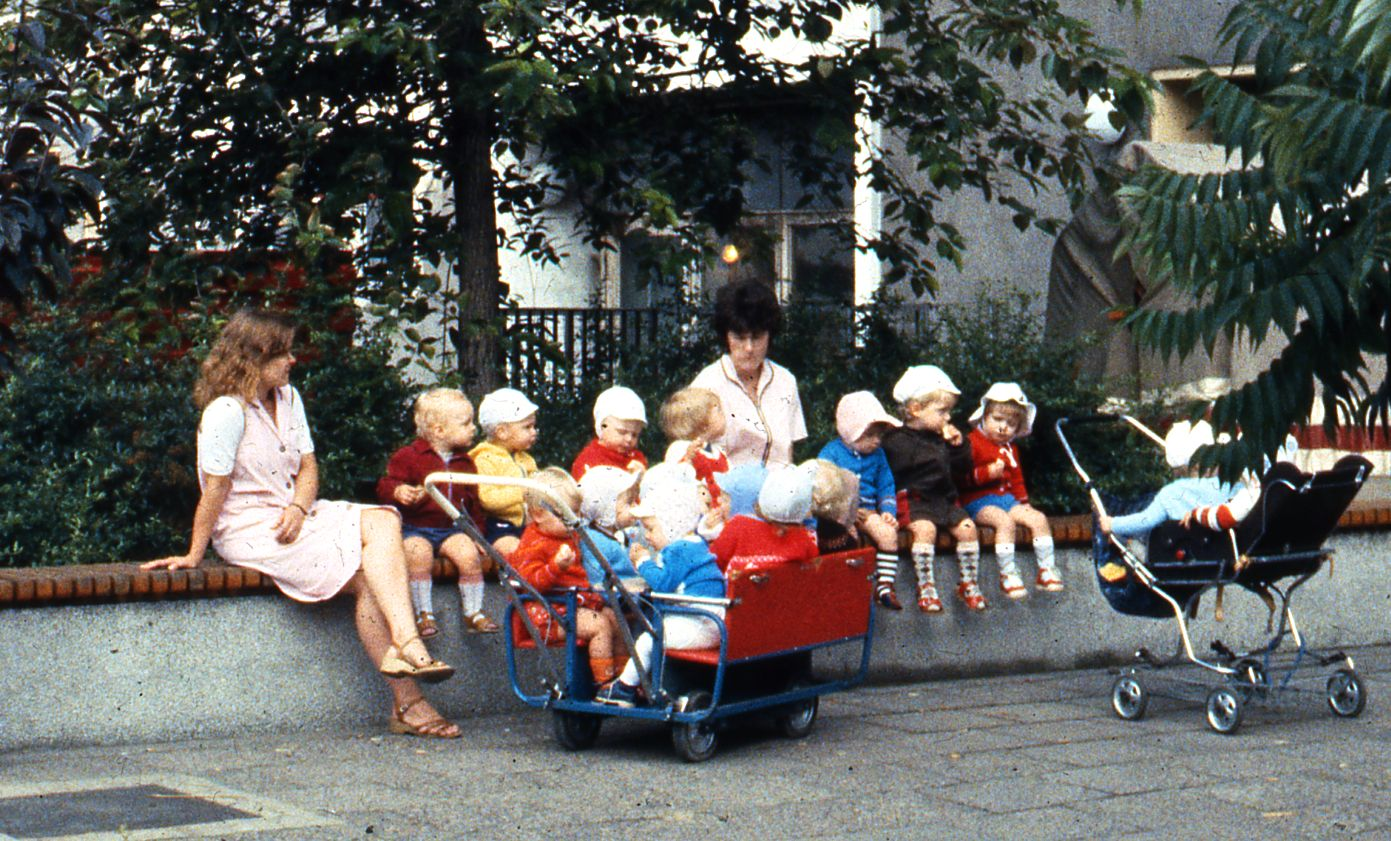
A group of East Berlin 보호자 와 함께 있는 동베를린 어린이들, 1984년

독일에서는 유치원 교육은 Kindertagesstätte(문자 그대로 "아이들의 낮 사이트", 일반적으로 Kita 또는 KITA로 줄임)의 영역이며, 보통 3세까지의 아이들(즉, Kinderkrippe)과 학교에 들어가기 전인 3세 이상의 아이들(즉, Kindergarten)로 나뉜다. 마지막 유치원 해의 아이들은 Vorschule("유치원")로 그룹화되어 특별한 교육학적 주의를 받을 수 있다. 미국의 유치원과 유사한 특별한 유치원 기관은 예외다.
Kitas는 일반적으로 공공(즉, 공동체) 및 "무료" 운송자(예: 교회, 다른 종교 조직, 노조를 배경으로 한 사회 조직 및 이윤 지향적 기업)에 의해 운영되며, 주(Länder)에 의해 지원된다. 이 경우, 보육은 일반 대중에게 개방되어 있다. 예를 들어, 개신교 또는 무슬림 아이는 가톨릭 교회가 운영하는 Kita에 장소를 요구할 수 있다.
유치원 교육은 학교와 대학과 달리 주의 전속 영역에 있지 않다. 연방 정부는 Kinder- und Jugendhilfegesetz(KJHG)를 통해 보육을 규제하며, 이는 보육에 대한 법적 권리를 명시한다:
- 학교에 들어가기 전에 3세 이상의 아이들을 위한 것(즉, Kindergarten; 이 법은 1996년에 시행됨)
- Kindergarten에 들어가기 전에 3세 미만의 아이들을 위한 것(즉, Kinderkrippe; 이 법은 2013년 8월 1일에 시행됨)

대안 보육은 Tagespflegepersonen(보통 Tagesmütter, "일간 어머니")을 통해 제공될 수 있다. 즉, 다른 아이들에게 상업적인 보육을 제공하는 주부들이다. 이러한 형태의 보육은 KJHG를 통해 연방에서 규제되기도 한다..
유치원 교육(Frühpädagogik)는 교육 전반에 대한 본질적인 일부로서 점점 더 인식되고 있다. 바이에른 주를 예로 들면, 보육 보조원(Kinderpfleger)은 2년간 학교에 다니며, 보육 교사(Erzieher)는 3년간 학교에 다니고 추가로 2년간의 인턴십을 거친다.

### 인도
인도에는 통합 어린이 발전 서비스를 통해 국가에서 제공하는 무료와 보편적인 어린이 보육 시스템이 있다. 6세 미만의 아이들과 그들의 어머니들에게 음식, 유치원 교육, 기본적인 의료 서비스, 예방접종, 피임 상담, 건강 검진 및 추천 서비스를 제공한다. 영양 목적으로 ICDS는 6세 미만의 모든 아이에게 매일 500 칼로리(단백질 12-15 그램 포함)를 제공한다. 청소년 소녀들에게는 매일 최대 500 칼로리와 최대 25그램의 단백질을 제공한다. 예방접종, 건강 검진 및 추천 서비스는 건강 및 가족 복지부의 공공 보건 인프라를 통해 제공된다. 2018-2019 회계 연도 동안, 무료 어린이 보육은 국가에 ₹28,335 크로어(US$3.5 billion)의 비용이 들었다. 또한 부유한 가족을 위한 사립 보육 서비스도 국내에 존재한다.
2008년, GOI는 아동 성장과 발달을 측정하고 모니터링하는 데 있어 세계보건기구의 기준을 채택했다. 이 기준들은 1997년 이후 6개의 개발도상국에서 WHO에 의해 집중적으로 연구되어 개발되었다. 그들은 새로운 WHO 아동 성장 표준이라고 알려져 있으며 출생부터 5세까지의 아이들의 신체적 성장, 영양 상태 및 운동 발달을 측정한다. 지난 30년 동안 증가한 자금에도 불구하고 ICDS는 명시된 목표에 미치지 못했으며 여전히 여러 도전을 직면하고 있다. 또한 광범위한 범위에도 불구하고 운영상의 공백으로 인해 서비스 제공은 국가 전체에서 일관된 품질과 양을 보장하지 않는다. 세계 은행은 여자 아이 개선을 대상으로 할 수 없는 프로그램의 특정 주요 단점, 부유한 아이들의 참여가 가난한 아이들보다 더 많은 참여 및 인도의 가장 가난하고 가장 영양실조 상태의 주에 대한 최저 수준의 자금 지원과 같은 프로그램의 특정 주요 단점을 강조했다. 또한 부유한 가족을 위한 사립 보육 서비스도 국내에 존재한다.

### 일본
일본의 라이선스 보육은 후생노동성 관할 하에 있지만 각 라이선스 보육 시설은 지방 현, 정령지정도시 또는 중핵시가 라이선스를 관장하고 검사하는 사립 또는 공공 기관에서 운영된다.
일본에는 보편적인 보육 시스템이 있으며 국가 정부가 근로자 가족을 위한 보조금과 틀을 제공하므로 보육은 무료 또는 상대적으로 저렴하다. 2세 이하 아동의 보육료 일정은 가계 수입과 보육이 필요한 아동 수를 기준으로 지방 자치 체에서 설정된다. 두 번째로 보육이 필요한 아이에 대한 요금은 50% 감소되며 세 번째 아이 또는 저소득 가정에 대한 요금은 면제된다. 라이선스 보육은 3세에서 5세까지 부모가 일자리에 있을 때 또는 양부모 모두 일할 때 무료다. 국가 정부는 핵심 보육 프로그램의 비용만을 커버하며 교통, 특별 활동, 식사 또는 간식의 비용은 포함되지 않는다. 그러나 저소득 가정의 경우 식사와 간식이 부분적으로 포함된다.
부모는 각 지역의 시청에 방문하여 단일 통로를 통해 라이센스를 갖은 보육센터에 지원한다. 지방은는 금전적인 부분을 처리하며 이웃 지역의 대기 목록을 관리한다. 대기 목록은 선착순이 아니라 포인트 시스템을 기반으로 한 우선순위 목록이다. 단독 부모 가정의 아이, 질병 또는 장애가 있는 부모 및 저소득 가정의 아이는 일반적으로 다른 가정의 아이보다 우선 순위가 높다.
라이센스 보육의 인기와 여성 근로자 수의 증가로 인해 많은 아이들이 대기 목록에 올라 있다. 이것은 대도시에서 "taiki jidō 문제"(待機児童問題, 문자 그대로 ''standby children problem'')로 알려진 일본의 가장 큰 사회 문제 중 하나다.
2019년 4월 기준으로 오키나와는 모든 지원자 중 2.8%(1,702명의 아이들)로 대기 목록에 있는 아이들의 비율이 가장 높았으며, 도쿄는 대기 목록에 있는 아이들 수가 가장 많았다. 3,690명의 아이들(지원자의 1.19%). 전국적인 규모에서 대기 목록에 올려진 아이들의 평균 비율은 0.6%였으며 일본 전역에서 2,679,651명의 아이들이 사용 가능한 2,888,159명의 자리를 채우는 것을 초과하여 라이센스 보육의 공급이 초과되었다. 대기 목록에 있는 모든 아이들 중 63%의 지원자는 대도시에 거주한다.
taiki jidō의 수는 부모가 공식 보육 시스템에 공간이 부족하기 때문에 라이센스를 받지 않은 보육이나 유아 보호자를 선택할 수 있는 경우 실제 숫자를 나타낼 수 없다. 비록 라이센스를 받지 않은 보육과 베이비 시터도 정부 보조금에 자격이 있지만 부모는 지방 자치 체와 자금을 위해 지원해야 하며 최대 자금은 월 37,000 엔으로 제한된다.

### 멕시코
멕시코에서는 펠리페 칼데론 히노호사(Felipe Calderón Hinojosa) 대통령이 "Programa de Estancias Infantiles"라는 사회 프로그램을 만들었다. 이 프로그램은 1세에서 3.11세 사이의 아이들을 위해 8,000개 이상의 보육 공간을 포함한다. 이 프로그램은 취약한 상황에 있는 단독 부모나 아버지들에게 보조금을 제공한다. 이 프로그램은 전국에 125,000명 이상의 아이들을 포함하여 큰 성공을 거두었다. 이것은 사회 발전 장관(Secretaría de Desarrollo Social)에 의해 관리된다.
보육은 멕시코의 경제 개발에 따른 도시화 증가와 정부의 정책적 관심으로 인해 증가하였다. 많은 보육 서비스가 가능했지만 높은 비용으로 인해 저소득 가정에게는 주로 사용할 수 없었다. 보육은 여성이 노동시장에 참여하는 비율이 상승하면서 아이가 어떻게 키워질지에 대한 논쟁의 주제가 되었다. 또 다른 논쟁의 주제는 최저임금을 받는 여성이 이러한 서비스 비용을 지불할 것인지 또는 그들이 일할 수 있는 시간이 제한되어 있기 때문에 어떻게 지불할 것인지에 대한 것이다. 그래서 보조금의 방안이 탄생했다.
아동에게 구체적으로는 "거리의 아이들", 어디에서, 어떻게 아이들이 성장해야 하는지에 대한 논쟁이 있었다. 또한 그들이 특정 가정 대신 거리의 일부로 간주되어야 할지 여부에 대한 것도 있었다. 이 문제는 아이에게만 영향을 주는 것이 아니라 아이들이 대피소, 음식 및 놀이를 위해 공공 장소를 찾는 지역 사회에도 영향을 주기 때문에 큰 논쟁 주제였다. 보육은 일반적으로 정부 기관, 종교 기관 및 독립 기관(예: NGO)과 같은 세 가지 일반 카테고리로 나뉜다. 모든 이들은 "억제, 포용적 접근 및 거리 교육"과 같은 같은 목표를 갖는다.
멕시코의 아동 보호 프로그램의 창설은 "노동의 탈여성화 및 탈돌봄"에 중점을 둔다는 점에서 다른 나라들과는 다르다. 여성의 노동시장 참여는 정부가 목표로 이를 달성하기 위한 다양한 정책과 방법을 시행했다. 성공적인 아동 보호 프로그램의 창설을 위해 여러 가지 측면이 바뀌어 왔지만 초기 아동 교육 및 보호 서비스(ECEC)의 증가가 있음을 볼 수 있다. ECEC 서비스는 1970년대 사회보장기관이 사회보장 서비스를 받는 어머니의 아동을 보호하려는 노력에서 시작되었다. 하지만 비공식 부문에서 일하는 여성이 많았기 때문에 이러한 서비스를 받을 수 없는 아동 사이에 큰 격차가 생겼다. 두 번째 단계는 2000년대 초, 교육부가 3세에서 5세까지의 모든 아동에게 유치원 교육을 의무화했을 때였다. 이론적으로는 이 연령대의 모든 아동이 보호받을 수 있게 되었지만, 부모들이 일하거나 다른 곳에 시간을 할애하는 데 부담을 줬다. 마지막 단계는 2007년, 사회 발전부가 사회보장 서비스의 보호를 받지 못하는 아동과 모성을 돕기 위한 아동 보호 프로그램을 창설했을 때였다. 이 프로그램은 저소득 가정을 대상으로 했기 때문에 성공적이었다. 서비스를 받기 위해선, 어머니가 일을 하거나 구직 중이었어야 했으며, 최저임금에 비해 소득을 고려하였으며, 다른 서비스에 접근할 수 없어야 했다. 여성의 노동시장 참여는 아동 보호 서비스의 가용성과 그것이 가정에 미치는 영향과 직접적으로 연결된다.
2007년에 창설된 프로그램은 근로 여성을 위한 연방 주간 보육 프로그램으로 알려졌다. 이 프로그램은 지원된 가정 및 지역 기반의 아동 보호를 허용했다. 보호 센터를 운영하는 사람은 아동 보호의 원칙을 이해하기 위한 심리 테스트와 교육 과정으로 구성된 교육 부분만 갖추면 안전한 보호 센터를 창설하기 위해 필요한 시설에 돈을 지원받아 사업을 시작할 수 있었다. 이 프로그램을 시행하는 또 다른 방법은 지역의 필요에 기반한 비영리 단체, 사유 영리 기관 또는 종교 기관에 보조금을 지원하는 것이었다.

### 노르웨이
노르웨이의 많은 아동들은 생후 10개월에서 3년 사이에 보육을 시작한다. 일하는 부모를 위해 지원된 육아휴직은 전액 급여로 44주 또는 80% 급여로 54주이다(둘 다 특정 수준까지만). 정부는 8월 1일까지 최소 1세 이상의 모든 아동에게 보육을 보장한다. 아직 100%가 아니지만 대부분의 지역이 이를 시행하고 있다(2011년 기준). 모든 가정이 그것을 감당할 수 있는 최대 가격이 정해져 있다.
세계 경제 포럼은 아동을 기르기에 최적의 국가 중 하나로 노르웨이를 선정했다. 다른 스칸디나비아 국가들처럼, 노르웨이에는 가족 혜택과 정책을 제공하는 복지 체제가 있다. 노르웨이의 아동 보호 서비스에는 초사의 어머니들에게 그들의 아이를 위한 용품을 제공하는 출산 패키지가 포함되어 있다. 또한 노르웨이의 부모들은 아동 양육 수당을 받는다. 노르웨이는 유치원에서 아동 보호 요금을 NOK 2,500으로 제한한다.

### 스페인
스페인은 16주의 유급 출산 휴가를 어머니에게 제공하고 아버지에게는 5주의 유급 육아 휴직을 제공한다.
스페인에서는 4개월의 출산 휴가 조항을 넘어, 가족들은 종종 그들의 아동을 사전 교육 프로그램에 등록하기를 선택한다. 이에는 국가와 사유 보육원에 다니는 3세에서 4세 아이들의 약 95-97%가 포함된다. 스페인 정부는 아동 보호를 지원하며, 국가 주도의 아동 보호 서비스는 저소득을 증명을 필요로 한다.

### 영국
영국에서 보육은 His Majesty's Inspectors(Office for Standards in Education)의 그룹장에 의해 검사되고 규제된다. 5세 이하의 아동 보호는 가정 기반의 보호(아이돌봄과 주간 보육)으로 나뉜다. 영국에서 '아이돌보미(Childminder)'는 인증 대상이며 등록된 전문가만 사용할 수 있다. 등록된 아이돌보미는 훈련받고, 보험을 들고, 소아 응급처치에 자격이 있다. 그들은 교육부에서 제공하는 초기 교육 기반 통계 프레임워크와 협력하고 준수한다. 초기 교육에 있는 모든 학생은 '주요 영역'과 '특정 영역'으로 나뉜 일곱 개의 교육 영역의 프로그램을 따라야 한다.
세 가지 주요 영역:
- 의사소통과 언어
- 신체 발달
- 개인적, 사회적, 정서적 발달

The four specific areas:
- 문해력
- 수리력
- 세계화
- 미적감각

초기 교육 단계은 모든 초기 교육 제공자가 아동이 잘 배우고 발달하며 건강하게 지내고 안전을 유지하기 위해 충족해야 할 기준을 설정한다. 그것은 아동의 '학교 준비'를 촉진하며 아동에게 학교와 생활을 통한 좋은 미래 진전을 위한 적절한 기본 지식과 기술의 광범위한 범위를 제공한다.
아이돌보미는 유치원과 리셉션 수업과 동일한 책임을 갖는다. 그들은 일반적으로 자신의 집에서 일하며 자신의 약관을 설정한다. 아동 보호 및 초기 교육의 전문 협회는 고품질의 아이돌보기 전문성을 촉진하고 지원하며 아이돌보미와 부모들에게 정보를 제공한다. 영국에는 아이돌보미, 주간 보육원, 놀이 모임 및 학교에서의 사전 교육을 포함한 다양한 아동 보호 옵션이 있다. 영국의 국가와 공공 부문의 아동 보호는 교육 표준국과 웨일스의 보호 검사기관에 의해 규제되고 등록된다.
영국의 모든 아동은 3세가 되면 주당 15시간의 무료 아동 보호 자금을 받을 권리가 있다. 이 연령 이후에는 부모가 주로 아동 보호를 지원하지만, 일부 주간 보육원, 놀이 모임 및 학교에서는 주당 최대 5번의 세션에 대해 사용할 수 있는 단일 자금 지원 방식(유치원 자금)을 사용할 수 있다. 정부는 기업을 위한 아동 보호 바우처를 도입했다.
스코틀랜드에서는 보육위원회(Care Commission)가 출생부터 18세까지의 아동의 보호와 교육을 관장한다. 보고서에는 직원과 부모의 피드백뿐만 아니라 검사관의 의견도 포함되어 있어, 부모와 보호자에게 좋은 품질의 아동 보호를 제공하고 정부의 기준을 충족하는지 여부를 결정하는 데 도움을 줄 정보를 제공한다.

### 미국

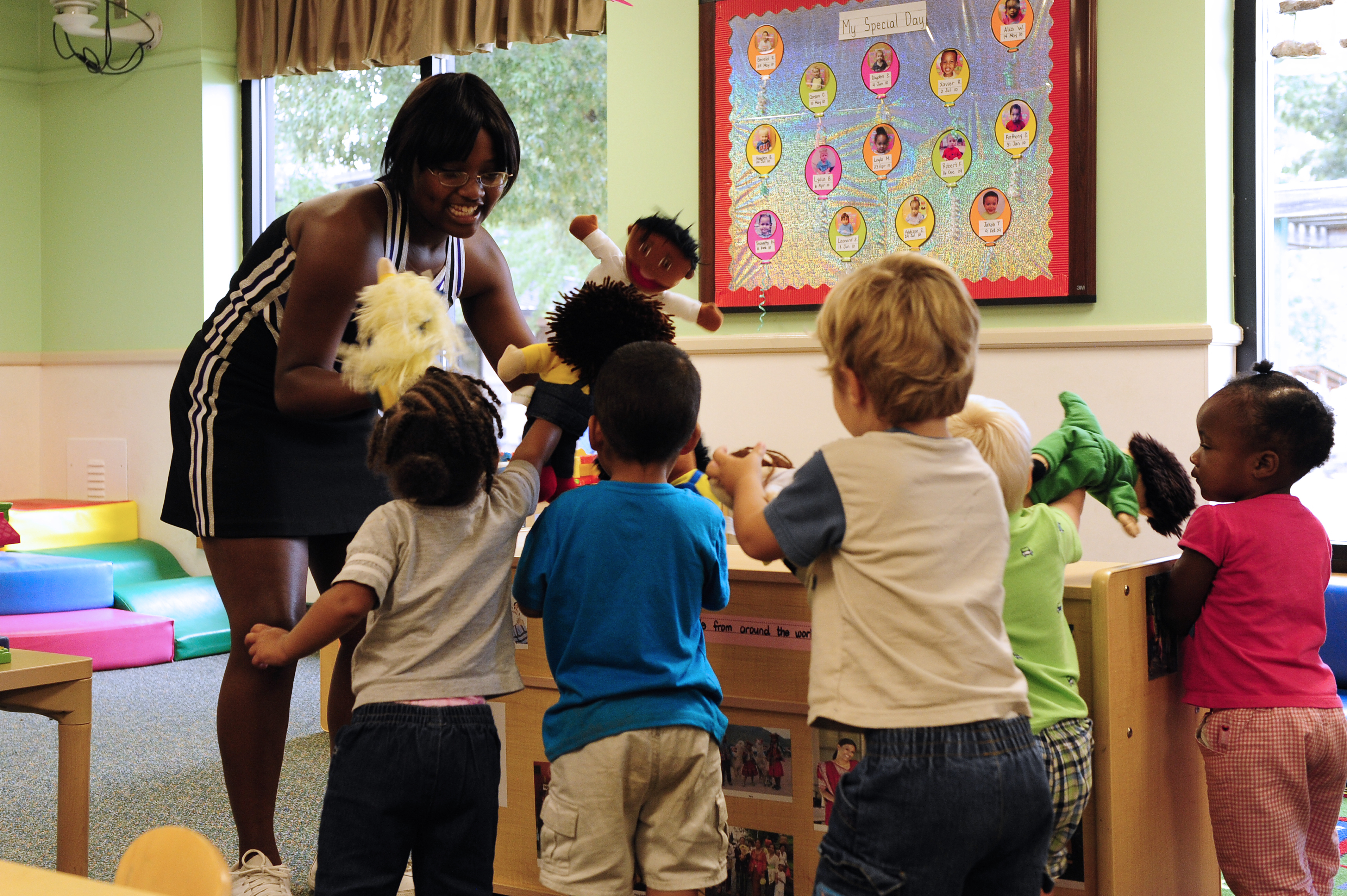
미국의 보육센터

대부분의 주에서 저소득 가정을 위한 연방 어린이 보육 지원금에도 불구하고 어린 아이가 있는 가정의 가장 큰 지출은 주택 및 식품보다도 보육이다. 보육비용은 연도별로 증가했으며, 특히 두 명 이상의 아이가 있는 가정의 가계 예산에 "막대한 부담"을 주었다.
각 주는 공식 보육 프로그램으로 간주되기 전에 허용된 아동 수와 나이를 규제할 수 있다. 각 주는 교사 요건에 대한 다른 규정을 가지고 있다. 일부 주에서는 교사들이 아동 발달 분야에서 준학사 학위를 가져야 한다. 품질 기준이 라이선스 프로그램에 포함된 주는 교사 조수와 같은 지원 직원에 대한 더 높은 요건을 가질 수 있다. 2012년까지 Head Start 프로그램에서 모든 주 교사는 유아교육 분야에서 학사 학위를 가져야 했다. 각 주는 교사와 아동의 비율과 같은 보육 제공자를 위한 기준에서 차이를 보인다.
가족 보육은 제공자가 프로세스를 거치기로 선택하면 National Association of Family Childcare에서 전국적으로 인증받을 수도 있다. 전국 인증은 NAFCC에서 제시한 품질 기준을 보여주는 프로그램에만 수여된다.
미국에서 보육에 관한 연구를 수행하는 여러 대학과 기관이 있으며, 그 중에는 2006년부터 플로리다 대학교의 가족, 청소년 및 지역 과학과 (IFAS), 2001년부터의 Public Agenda, 2009년부터의 National Child Care Information and Technical Assistance Center (NCCIC), 정부 자원원, 보육, 그리고 2003년의 IRS Child and Dependent Care Credit 정보가 있다.

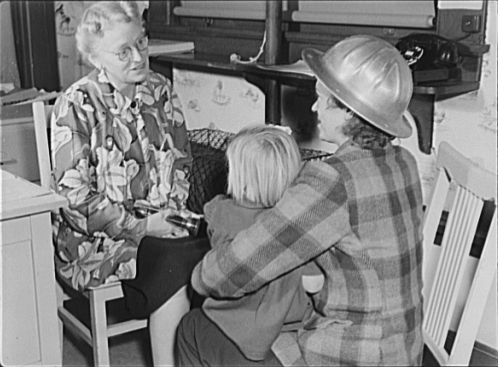
한 노동자가 캘리포니아의 보육원에 애를 맡기고 있다, 1943.

1971년에는 Comprehensive Child Development Act가 의회에서 통과되었지만 당시의 리처드 닉슨 대통령에 의해 거부되었다. 이 법안은 국가에서 지원하는 보육 센터를 만들어 초기 아동 서비스와 방과 후 보육, 그리고 영양, 상담 및 심지어 의료와 치과 치료를 제공했을 것이다. 센터는 부모에게 슬라이딩 스케일로 요금을 부과했을 것이다. 다양한 제안이 고려되었지만, 현재까지는 미국에서의 보육을 지원하는 국가 정책을 수립할 법안으로 이어지지 않았다.
1990년에는 Child Care and Development Block Grant Act of 1990이 Omnibus Budget Reconciliation Act of 1990 하에 제정되어, 저소득 가정을 위한 보육 지원금을 위한 전용 연방 자금을 만들었다.
1995년 미국 인구조사국의 소득 및 프로그램 참여 조사(SIPP)에 따르면, 근무하는 어머니를 가진 유아 가정의 36% 이상이 주로 친척, 가족 보육 제공자 또는 다른 비친척의 집에서 보육을 주로 의존했다.
1996년, 104th 의회는 The Personal Responsibility and Work Opportunity Reconciliation Act of 1996 (PRWORA)를 통과시켰으며, 이전에는 Aid to Families with Dependent Children로 알려진 프로그램 하에서 저소득 가정을 위한 세 개의 연방 보육 프로그램을 통합했다.
2001년 Early Childhood Research Quarterly 저널의 Nancy W. Wiltz에 의한 기사는 센터 기반 보육의 품질이 아이와 그들의 전체 발달에 매우 영향을 줄 수 있다고 했다. 최근 연구에 따르면, 저급 강의실의 아이들은 활동을 강요당한 것으로 보았지만, 고급 강의실의 아이들은 더 기억에 남는 경험을 했다. Wiltz는 이 나이가 그들의 사회적 기술 향상에 결정적인 시기뿐만 아니라 교실 환경을 이해하는 단계의 시작이라고 말했다. 아이의 이 초기 시기는 그렇지 않으면 그들의 미래 경로에 부정적인 영향을 미칠 수 있기 때문에 중요하다. Wiltz는 2001년까지 미국에서 보육이 사회의 중요한 부분이 되었으며 5세 이하의 "1300만 미국 아동이 공식 학교에 입학하기 전에 어떤 형태의 보육을 경험했다"고 말했다.
2003년까지, 가족의 거의 26%가 그들의 주요 조치로 조직된 보육 시설을 사용했다.
2009년 미국의 경제와 일상 생활에 대한 시리즈에서 뉴욕타임즈는 매사추세츠 대학교의 경제학 교수인 Nancy Folbre가 파리의 경제 성과 및 사회 진보 측정 위원회에 대해 보도했다. 그녀는 뉴욕타임즈, 월스트리트 저널, 그리고 파이낸셜 타임즈에서 위원회의 보고서에 대한 언론 보도의 주요 약점 중 하나는 지원자들이 사회를 운영하게 만드는 무보수의 미평가된 일, 예를 들면 돌보는 사람들의 일을 생략한 것이라고 말했다. 아이가 어린 시절과 청소년기에 양육되는 방식은 그들의 미래에 심리적 및 발달적 영향을 미친다. 아이만이 돌봄에 의존하는 것이 아니라 학교와 고용주도 보육에 의존한다. 정부도 이러한 아이들이 사회의 생산적인 구성원이 되기 때문에 혜택을 받는다. 결국, 그들은 이 나라를 운영할 사람들이 될 것이다.

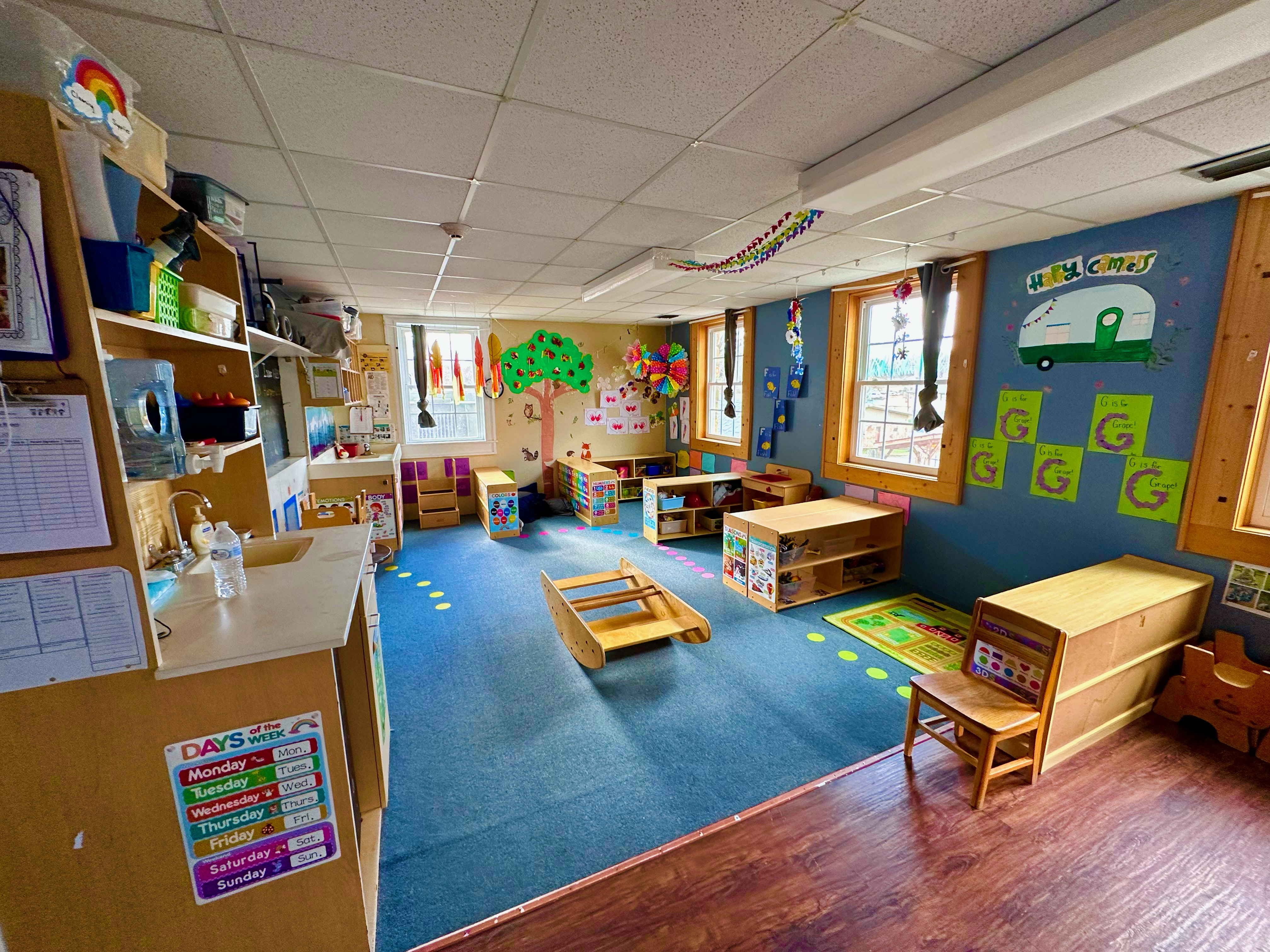
미국의 보육시설

2014년 3월,미국 상원은 육아 및 개발 블록 보조금 재허가 "안전한 보육이 있는지 확인하기 위한 몇 가지 기본 변화"를 포함 한 프로그램 이라고 미국 을 알고 있는 보육원 의 정부 관계 고위 담당자 인 닉 우치치 는 말 하였다." 미국의 인식 보육 이 법안을 지지하면서"어린이들에 대한 최소한의 보호를 강화할 때"라고 말했고,그들은 재허가와 수정안이 그렇게 할 것이라고 믿었다. 이 단체는 노동자들의 배경 검사를 실시하고,기본적인 심폐소생술과 건강 교육을 교육하고,예고 없이 검사를 실시하는 것을 지지했다. 방과후 연합 또한 이 법안을 지지하면서"학업 성과,업무 습관 및 학습 능력을 향상시키는 등 어린이들에게 긍정적인 결과를 얻기 위해 양질의 학교 연령 아동 돌봄의 가치를 강조하는 것이 중요하다. 2014년 9월 12일,하원과 상원 지도자들은 아동 보육 및 개발 블록 보조금법을 재허가를 하기 위해 양당 합의에 도달했다. 존 클라인(공화당),조지 밀러(민주당),토드 로키타(공화당),데이비드 로브삭(민주당),그리고 상원의원들에 의해 협상되었다. 톰 하킨 (디-아이아), 라마르 알렉산더 (주),바바라 미쿨스키(주),그리고 리처드 버 이 협약은 투명성을 높이고,건강과 안전 보호를 강화하며,의료의 질을 향상시킬 것이다. 미국 하원은 2014년 9월 15일에 개정된 법안을 통과시켰다.
2014년 11월 19일,버락 오바마 대통령은 2014 년 아동보육 및 개발 블록 보조금법 제 1086 조에 서명했다.
미국의 아동 보육 비용 외에도 기관 및 프로그램의 질은 다른 국가들보다 떨어진다. 2013년 The New Republic의 표지 기사는 "The Hell of American Day Care"라는 제목으로, 공식적인 아동 보육과 관련된 잠재적인 이익과 위험성이 있다고 말했다. 기사는 2007년의 National Institute of Child Health Development 조사를 인용하여 미국 보육 센터의 질이 부족하다고 주장했다.
2021년 1월 29일의 Bloomberg 기사에 따르면, 미국에서는 다른 많은 부유한 국가들과 달리 팬데믹으로부터의 완전한 경제 복구가 "미국의 이미 약한 아동 보육 시스템" 때문에 "방해받았다"고 한다. Bloomberg 인터뷰에서는 California, Berkeley 대학의 Child Care Employment 연구 센터가 미국의 아동 보육 시스템이 "뒤집어졌다"고 말했다.

### 뉴질랜드
2006년에 뉴질랜드는 "Te Whaariki"라는 교육 과정에서 학습 이야기를 학습 모델로 사용하기 시작했다. 이것은 어린이의 학습 결과를 '성향'으로 강조하며, "학습자가 학습 기회를 인식하고, 선택하고, 편집하고, 반응하고, 저항하고, 찾고, 구성하는 학습 전략과 동기 부여 참여 전략"을 의미한다. 이것은 호주를 포함한 다른 장소에서도 채택되었다. 학습 이야기는 보육 설정에서 보육자와 교육자에 의해 사용되는 문서다. 그들은 전통적인 '관찰' 보고서 대신 스토리텔링 형식을 사용하여 어린 아동들이 어떻게 학습하는지에 대한 다양한 방법을 문서화하며, 그 순간을 더 자세하게 포착하고 부모에게 아동의 보육 시간 동안 일어나는 사건에 대한 더 큰 통찰력을 제공한다. 학습 이야기에는 아동의 진전에 대한 이야기, 경험의 사진, 아동의 장점, 관심사 및 필요 사항, 그리고 부모 피드백을 위한 공간이 포함되어 있다.

## 유형

### 아이의 집
집에서는 보육자, 오페어 또는 친구와 가족에 의해 보육이 제공된다. 아동은 집 안에서 감독받는다. 이것은 외부 상호 작용으로부터 질병을 피하기 위해 이루어진다. 집안의 아동 수에 따라, 집에서 보육을 받는 아동은 보육자와의 가장 큰 상호 작용을 즐길 수 있으며, 따라서 가까운 유대를 형성할 수 있다. 집에서의 보육에는 라이선스 또는 배경 조사가 필요하지 않기 때문에 부모의 경계심이 적절한 보육자를 선택하는 데 필수적이다. 많은 보육자들이 아동 보육 자격증을 향해 공부한다. 이 교육은 보육자가 아동이 즐기고 성장할 수 있는 안전하고 자극적인 환경을 만드는 방법을 가르치기 위한 것이다. 일반적으로, 보육자나 파어 페어는 일상적인 아동 보육 이상의 서비스를 제공한다. 이것에는 식료품을 사거나, 세탁을 하거나, 식사를 준비하거나, 집을 청소하는 일이 포함된다.
지금 가장 일반적인 방법으로 보육자를 찾는 방법은 보육 서비스를 전문으로 하는 웹사이트에서 온라인으로, 또는 보육자 기관을 통해 찾는 것이다. 보육자 기관은 지원자의 추천을 더 철저하게 확인하고 성공한 후보자에 대한 형사 배경 조사를 실행할 수 있다. 지역의 유치원 가격에 따라, 보육자는 여러 아동을 전일제로 유치원에 넣는 것보다 더 저렴할 수 있다. 지지자들은 집에서의 보육이 동일한 보육자가 시간이 지남에 따라 유지되는 경우 아동에게 안정성을 제공할 수 있을 것이라고 믿는다. 보육자들은 종종 초과 근무하고 아기를 돌본다. 일부는 아프거나 아픈 아동을 돌보기도 한다. 이를 통해 부모는 정상적으로 계속 일할 수 있다. 지역 법에 따라 일부 보육자는 지역 아동 보육 규제 기관의 방문을 받을 수 있다. 지지자들은 또한 보육자들이 아동을 밖으로 데려가고 더 많은 놀이 모임에 참석할 수 있기 때문에 보육자들이 잘 사회화될 수 있다고 주장한다.

### 보육 제공자의 집
가족 보육 제공자는 제공자의 집에서 아동들을 돌본다. 아동들은 낮은 성인 대 아동 비율을 가진 혼합 연령 그룹에 있을 수 있다. 보육은 또한 개인화되고 개인화될 수 있다. 시간은 더 유연할 수 있으며, 제공자는 교대근무를 하는 부모를 위해 저녁과 주말 보육을 제공할 수 있다. 가족 보육의 비용은 평균적으로 센터의 비용보다 훨씬 낮을 수 있다.
미국의 어린이 보호 시설은 인증을 받을 수 있다. 이 기준은 외부 기관에서 설정하고 규제한다. 센터에서는 어린이 교육의 국립 협회가 이를 실시한다. 가정 양육 제공자의 경우, 가정 양육 제공자의 국립 협회가 자격을 인정한다.
라이선스가 있거나 없는 가정 유치원도 가정 양육이라고도 하며, 가정 내 보호를 의미한다. 가정 보호자의 집에서 여러 아이들에게 제공되는 보호를 의미한다. 라이선스가 있는 대비 라이선스가 없는 보호에 대한 규칙은 주별로 다르다. 캐나다에서는 대부분의 가정 유치원이 라이센스가 없으며, 이는 완전히 합법적이다. 캐나다에서 가정 유치원의 라이센스 발급은 감독에 큰 도움을 주지만, 유치원 제공자의 급여의 큰 부분을 비용으로 지불해야 한다. 가정 양육은 크기가 작아서 가족들에게 유치원 센터와 동일한 보안을 제공하며, 유연한 시간, 낮은 비용, 접근성 및 문화적 호환성과 같은 혜택도 있다. 가정 기반 제공자는 더 개인화된 보호를 제공할 수 있으므로 근로 가족의 필요를 더 잘 충족할 수 있다. 또한, 가정 양육은 일반적으로 보호받는 아이의 비율이 작아서 상업적인 보호 센터에서 가질 수 있는 것보다 아이와 제공자 간의 더 많은 상호 작용을 허용한다. 가정 양육은 관련된 모든 사람들에게 감정적으로 안전한 대인 관계를 육성하는 데 도움이 된다. 제공자들은 매일 부모와 개인적인 수준에서 의사소통을 할 수 있으며 아이의 발달에 관한 정보를 공유할 수 있다. 제공자들은 여러 연령대의 아이 그룹을 돌보므로 아이들은 여러 해 동안 같은 보호자와 함께 있을 수 있어 아이들이 신뢰와 안전감을 개발하는 데 도움이 된다. 다양한 연령대의 환경은 아이들이 서로로부터 배울 수 있게 해주며 형제자매가 함께 있을 수 있게 해준다. 일부 가정 양육 제공자는 저녁, 주말, 밤새, 그리고 학교 전후 보호와 같은 운영 시간의 더 많은 유연성을 부모에게 제공할 수도 있다.

### 센터 기반 보육
어린이 보호 센터에서 교사들은 학생들의 신체적, 정신적 발달에 중점을 둔다. 학생을 더 잘 이해하기 위해 센터의 교사들은 학생들의 원하고 필요로 하는 관계를 형성하면서 그들을 더 높은 가치 집합을 향해 밀어나야 한다. 이러한 유형의 교육은 돌봄 관계와 함께 학생의 도덕적 및 우발적 학습을 개선한다.

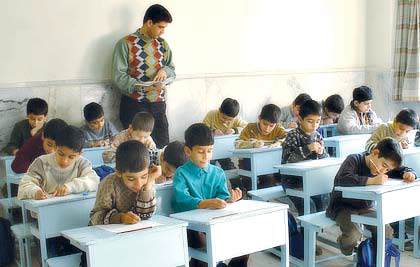
초등교사가 학생을 가르치고 있는 모습 (2003, Tehran)

상업 보호 센터는 데이케어로도 알려져 있으며, 정해진 시간 동안 열려 있으며 아이들을 위한 표준화되고 규제된 보호 시스템을 제공한다. 부모는 자신의 일터 근처의 상업 보호 센터를 선택할 수 있으며, 일부 회사는 심지어 자체 시설에서 보호도 제공할 수 있다. 부모가 아동 보호 시설을 선택하는 방식은 그들의 임무 성명서와 그들이 필요로 하는 목표를 기반으로 할 수 있다. 센터 기반 아동 보호는 그들의 임무를 작성해야 하며 주요 구성 요소 중 하나는 건강 증진이어야 한다. 이 목표는 모든 아이의 필요에 맞춰져야 하며 하나에서 다른 하나로 바뀔 수 있다. 아동 보호 제공자는 이러한 목표가 아이에게 어떻게 가장 적합한지를 확인해야 하며 그들의 특별한 필요에 따라 경우별로 그들을 수정해야 한다. 이러한 목표를 위한 활동을 설정할 때 실내와 실외 활동을 모두 고려해야 한다. 아이는 모든 다른 형태에 참여하는 경험을 가져야 한다. 이로 인해 부모와 보호자 사이에 토론이 발생할 수 있다. 부모들은 그들의 아이들의 필요가 다를 수 있음에도 불구하고 그들이 필요로 하는 것으로 간주하는 것에 대한 그들의 의견을 제공하는 경향이 있다. 부모들은 이러한 시설의 직원과 의사소통을 할 수 있으며, 동일한 모국어 또는 선호 언어를 말하는 근로자들이 이러한 대화를 위해 사용 가능해야 한다.
이것이 상위 성적의 학급과 하위 성적의 학급 사이의 경우라 할지라도, 아이의 배경 및 환경은 그들의 발달에 중요한 역할을 할 수 있다. 활발한 아이들은 좋은 상업 보호 센터에서 제공하는 교육 활동에서 좋아질 수 있지만, 초기 발달 및 학습 국립 센터에 따르면, 낮은 센터에서 온 아이들은 어휘와 읽기 기술 측면에서 더디게 발전 할 것이다. 이러한 유형의 보호에서는 수업의 영향력이 가장 크며, 아이와 성인 보호자의 비율은 주 라이센스 요건에 따라 다를 것이다. 상업적 보호의 몇 가지 긍정적인 측면은 아이들이 독립감, 학업 성취 및 사회화를 얻을 수 있다는 것이다. 이 시기는 그들의 사회성의 개선을 위한 것뿐만 아니라 교실에 대한 전반적인 환경을 이해하는 단계를 시작하는 것이다. 보육은 부모의 육아와 다르므로 아이에게 하나의 루틴으로 볼 수 있다. 이것은 부모의 감정적 케어가 필요한 아이에게는 부정적인 영향을 미칠 것이다. 아이들은 사회화를 통해 매우 어린 나이부터 서로의 유사점과 차이점을 배운다. 아이들은 또한 그들의 언어학적 및 인지 능력을 개발하는 환경에 배치되며, 이것은 관찰을 통해 측정될 수 있다.

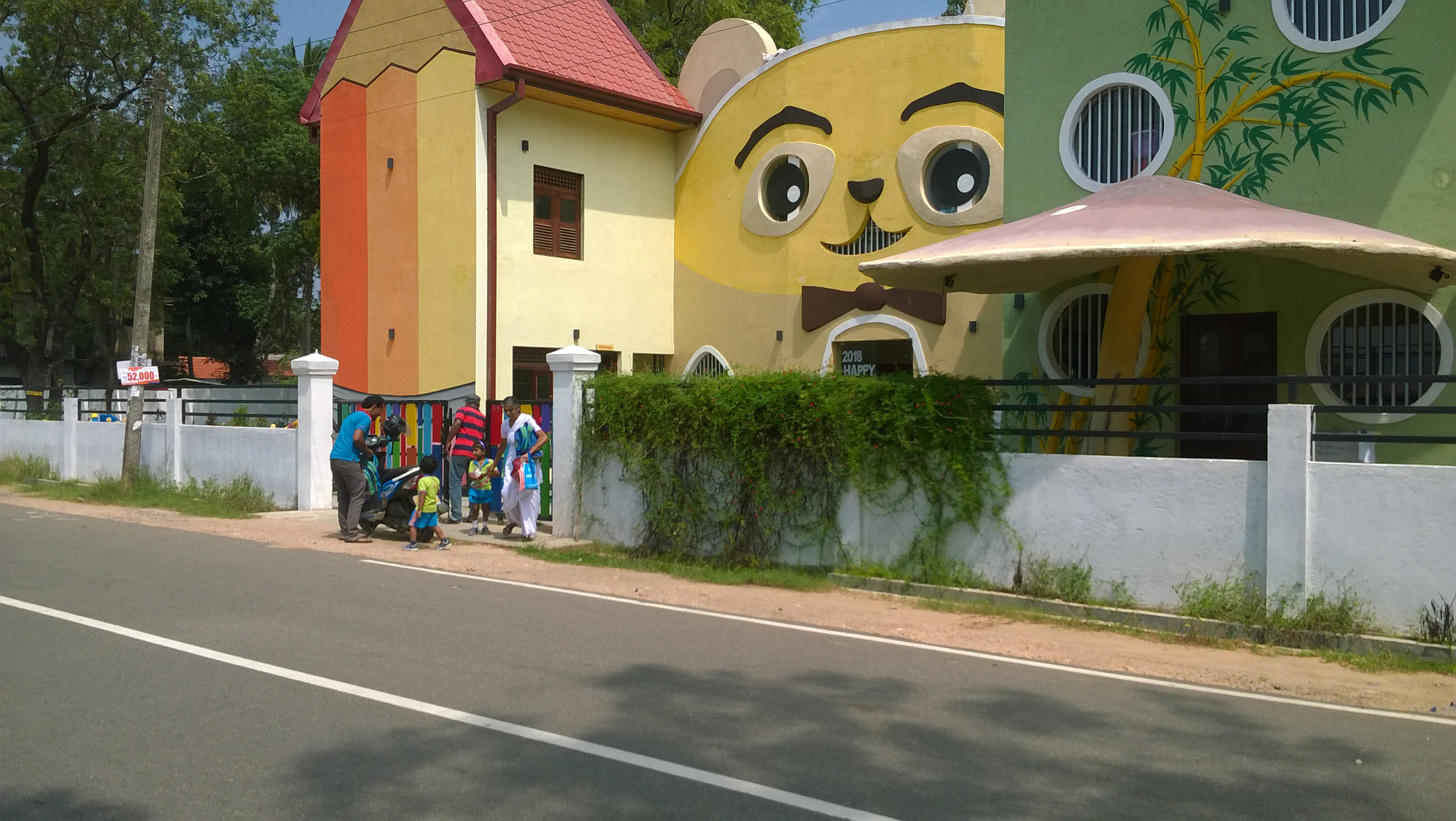
스리랑카의 유치원

유치원은 주로 3세와 4세의 아이들을 주로 보호하는 양육 센터를 가리키는 용어로 자주 사용된다. 유치원은 센터, 가정 양육 집 또는 공립 학교에 기반을 둘 수 있다. 더 많은 나이의 아이들은 대부분 국공립 기관에서 돌봄을 받는다, 대부분은 초등학교이다. 아이들은 하루 종일 선생님에 의해 감독받으며, 선생은 아이들의 신체적, 지적, 감정적, 사회적 발달에 책임이 있다. 이 관점에서, 대부분의 서구 국가들은 5세나 6세부터 대부분의 아이들이 학교에 다니는 의무교육 제도가 마련되어이 있다. 학교는 부모의 역할을 대신한다. 많은 지역에서, 정부는 보호의 질을 감독하는 데 책임이 있다.

#### 직원
모든 제공자들에게 가장 큰 비용은 노동력이다. 1999년 캐나다의 공식 어린이 보호 센터에 대한 설문 조사에서 노동은 비용의 63%를 차지했으며 업계의 평균 이익은 5.3%였다. 업계의 노동 집약적 특성을 고려할 때, 동일한 설문 조사에서 크고 작은 운영자 사이에 큰 규모의 경제가 나타나지 않았다는 것은 놀라운 일이 아니다.
지역 법률은 보육센터의 운영을 규제할 수 있어 인력 요구 사항에 영향을 미칠 수 있다. 법률은 인력 비율을 규정할 수 있다(예: 6 주간 ~ 12개월, 1:4; 12개월 ~ 18개월, 1:5; 18개월 ~ 24개월, 1:9; 그리고 더 높은 비율의 노인들). 법률은 감독자의 자격을 규정할 수 있다. 직원들은 일반적으로 자격이 필요하지 않지만, 18세 미만의 직원들은 감독이 필요할 수 있다. 일반적으로 아이가 12세에 도달하면 더 이상 데이케어 법률의 적용을 받지 않으며, 더 나이 많은 아이들을 위한 프로그램은 규제되지 않을 수 있다.
캐나다에서는 노동력이 주로 여성(95%)이며 임금이 낮으며, 평균 노동력 임금의 60%만을 받는다. 많은 직원들은 지역 최저임금을 받고 있으며, 일반적으로 연봉이 아닌 시급으로 지급된다. 미국에서 "아동 보호 근로자"는 1999년 여성의 직업 순위 중 다섯 번째다(1999년에 95.5% 여성). 미국에서는 인력 요구 사항이 주별로 다르다.

### 비영리 유치원

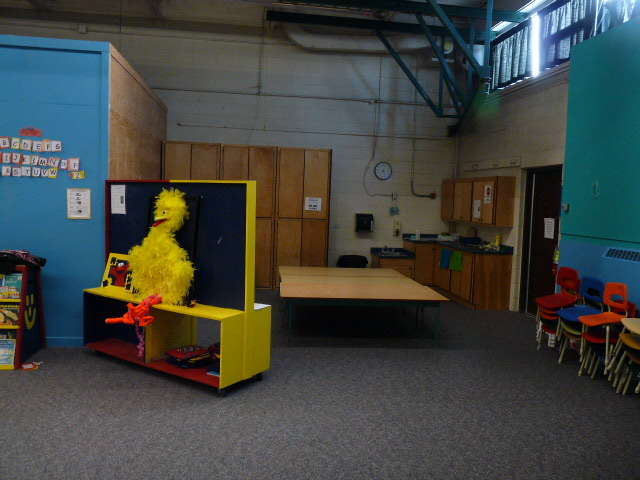
Images inside of Milton District High School in Milton, Ontario, Canada. A daycare in 2009

많은 연구가 누적되어 비영리 기관이 아이들이 번창할 수 있는 고품질의 환경을 만들어낼 확률이 훨씬 높다는 것을 보여준다." 비영리 조직은 모니터링하거나 측정하기 어려운 조건에서 취약한 인구에게 좋은 서비스를 제공할 가능성이 더 높다
- 비영리 데이케어는 영리 운영에 비해 몇 가지 구조적인 장점이 있다.:
  - 교회와 제휴되어 있거나 주중에 사용되지 않는 경우 또는 여분의 공간이 있는 학교와 제휴되어 있을 경우 임대료에서 우대받을 수 있다.
  - 학교 내의 위치는 학교와 협력된 프로그램의 이점과 더 큰 아이가 있는 부모에게 단일 위치의 이점을 가질 수 있다.
  - 부모들은 일반적으로 비영리 데이케어의 법적 소유자이며 전문적으로 자격이 있는 분야에서 자문 서비스를 무료로 제공하게 된다(예: 회계, 법적 조언 또는 인사 자원).
  - 대부분의 사람들이 영리 양육 조직에 기부하지 않을 것이므로 비영리 단체는 모금에 이점이 있다.
  - 그러나, 비영리 단체는 일반적으로 하나의 위치로 크기가 제한되어 있으며, 부모-소유자들은 그들의 아이들이 없는 다른 위치를 관리하는 동기가 없다.
  - 아이들이 성장하고 부모들이 다른 부모들에게 데이케어의 관리를 맡기면 계승 문제에 시달릴 수 있다.

지방 정부(주로 지방자치단체)는 비영리 어린이집을 운영한다.

### 가족 보육 가정
가족 보육 가정은 한 사람이 운영할 수 있다. 대부분의 주에서는 법적요구 조건으로 18세 이상의 나이만이 필요하다. 가족 보육 가정에서 한 명 이상의 개인이 아이들을 돌봄할 수 있는 경우도 있다. 이것은 자신의 아이를 돌보면서 추가 소득을 추구하는 재택 근무 부모일 수 있다. 가정 양육 제공자로서 이 분야를 직업으로 선택한 사람들도 꽤나 존재한다. 가족 보육 가정의 인원 비율(아이의 수와 연령)은 주와 카운티 기관 법률에 따라 규제된다. 일부 카운티는 더 엄격한 품질 표준을 가지고 있어서 가정 양육 집의 라이센스가 필요하며, 다른 카운티는 개인의 집에서 양육에 대한 규제가 거의 필요하지 않기도 하다. 일부 가족 보육 가정은 세법과 관련하여 불법으로 운영되기도 한다. 여기서 보호자는 수입으로 수수료를 보고하지 않고 부모는 양육 세액 공제를 받을 자격이 있는 영수증을 받지 않는다. 그러나, 가족 보육 가정의 라이센스를 발급하는 것은 가족 보육 가정 보호자들에게 이점이 있기에 그들은 주 정부 또는 연방 정부로부터 금전적 혜택을 받고자 한다. 이러한 혜택의 예로는 무료 전문성 개발 및 교육 과정, 아동 및 성인 식단 프로그램 등이 있다.
가정 양육은 보통 센터 기반 보호보다 저렴할 수 있으므로 더 낮은 overhead가 있다(더 낮은 비율은 규제된 비율을 유지하기 위해 더 적은 스태프가 필요하다). 많은 가정 양육 제공자들이 센터 기반 스태프와 동일한 자격증을 가진 인증을 받을 수 있으므로 보호 수준이 더 높을 수 있다.
가정 양육 집 시설의 프랜차이즈는 가정 유치원에 규모의 경제를 가져오고자 한다. 본사는 마케팅, 관리 등을 처리하면서 실제 보호는 개별 가정에서 이루어진다. 본사는 개별 보호 제공자에게 교육을 제공한다. 일부 제공자들은 보육 경험을 더 교육적이고 전문적인 수준으로 가져가기 위한 풍부한 프로그램을 제공하기도 한다.

### 비공식 관리
비공식적인 양육은 가족과 지역 사회 구성원을 활용하는 양육 시스템이다. 이에는 가족을 포함하지만 이에 국한되지 않는다. 이 시스템은 저렴한 비용과 많은 문화가 아이의 양육과 교육에 유리하다고 간주하고 비공식적인 양육을 활용하고 포용한다. .

Children wring water from clothes at an orphanage, day care and after-school site in Paramaribo, Suriname.

금융과 생산 기반의 사회(예: 미국)에서는 비공식적인 아동 보호가 더 비싼 어린이 보호 시설에 아이들을 보낼 충분한 자금이 없는 가정에서 볼 수 있다. Roberta Iversen과 Annie Armstrong이 수행한 연구에 따르면, 근무 시간이 길고 불규칙한 근무 시간 때문에 저소득 가정이 비공식 아동 보호를 이용할 가능성이 더 크다. 이러한 저소득 가정들은 불규칙하고 유연하지 않은 일정으로 더 긴 시간을 일하게 되며, 이는 규칙적인 영업 시간을 가진 어린이 보호 시설을 이용하는 것을 어렵게 한다.

#### 성인을 돌보는 어린이
어린이를 어른이나 더 큰 아이들이 어떻게 돌보는지에 대해 많은 종류의 아동 보호 방법이 논의되고 있다. 아동 보호의 추가적인 형태로는 어린이가 성인을 돌보는 것이 있다. 어린이가 보호자로서의 역할을 하는 것은 주로 의료 지원에 제한적이거나 접근하기 어려운 개발 중인 국가에서 볼 수 있다. 아동 보호자는 부모가 HIV/AIDS나 부모의 기능을 제한할 수 있는 다른 질병에 영향을 받는 경우에 일반적이다.
발달적으로, 이러한 아동 보호자들은 그들의 미래의 저항력에 긍정적인 연관성을 보여주었다. 장애인 부모를 돌보는 것은 아이들의 책임감과 성숙함을 높이며, 사회적 및 생활 기술을 향상시키고, 부모와 아이 사이의 관계를 더 가깝게 만들며, 아이의 초기 목적감을 강화한다. 병든 혹은 장애인 부모를 돌보는 아이들은 또한 그들의 부모에 대한 불안을 덜 경험한다. 이는 아이들이 질병에 대해 더 많이 이해하고 상황을 더 통제하게 느끼기 때문이다.

## 아동 발달에 미치는 영향
다양한 연구자들이 아동 발달에 대한 보육의 영향을 연구했으며,이러한 연구 결과는 아동의 발달과 건강 결과에 대한 보육의 중요성을 시사한다.

### 보육센터 및 개발
아동 발달 연구자 Lian Tong은 Haley와 Stansbury의 실험 결과를 분석하고, "부모의 반응성은 또한 인지적, 사회적, 그리고 정서적 발달을 촉진하며 영아에서 부정적 감정을 감소시킨다"라고 결론지었다. 즉, 부모나 교사가 아이와 함께 가르치고, 듣고, 놀고, 탐험하는 데 투자하는 시간의 양은 아이가 사회적, 정서적 및 교육적으로 더 발달될 것이다. 그 아이가 대부분의 보호를 센터에서 받든지 집에서 받든지, 아이에게 가장 좋은 영향을 미칠 가장 큰 요인은 아이의 사회적, 물리적 및 학문적 기술을 제대로 발달시키는 데 필요한 시간과 노력을 기울일 수 있는 사람들이 될 것이다.
시설에서 제공하는 아동 보호의 품질은 일반적으로 센터의 등록 비용으로 나타난다. 센터가 서비스에 대해 더 많은 요금을 부과하면 일반적으로 아이들에게 더 나은 보호를 제공할 것이다. 서비스에 더 많은 요금을 부과하는 센터들은 품질 높은 교육, 더 최신의 자원, 그리고 더 좋은 시설을 제공할 수 있다. 이 모든 것들은 아이를 학문적으로 교육하는 데 도움이 된다. 교사들에게 더 높은 기준을 요구하는 것, 예를 들면 유아 교육 학위나 그와 유사한 학위를 요구하는 것은 아이의 발달에서 향상된 성장을 가져올 것으로 나타났다.
비싼 시설이든 싼 시설이든, 어린이 보호 시설에 다니는 아이들은 같은 연령대의 아이들보다 사회적 기술을 더 빨리 발달시키는 경향이 있다. 그들은 동일한 연령대의 아이들과 더 잘 소통하며, 그들보다 어린 아이들과 소통하려고 더 열심히 노력한다. Erik Dearing이 수행한 연구에 따르면, 부정적인 사회 행동 패턴은 어린이 보호와 직접적으로 연결되어 있지 않다. 노르웨이의 아동 보호 체제에서 많은 양의 아이들을 연구함으로써, 그는 어린이가 보호 시설에서 보내는 시간과 그들의 행동 사이에 종속적인 관계가 없다고 결론지었다. 그러나 미국에서는 아동 보호 제도에 관여된 아이들이 부정적인 사회 행동의 증상을 외부로 표현하는 위험이 더 높은 것으로 보고된다. 아마도 이러한 특성을 나타내는 것은 그들이 센터에서 보낸 시간과 연관될 수 있을 것이다.
어린이 보호 프로그램에 참여한 참가자들과 대조군에서의 여러 뇌 영역 및 전체 뇌 부피가 상당히 크게 나타났다.
2000년부터 2007년까지 미국에서 수행된 여러 연구에 따르면, 비유아를 위한 좋은 보육은 해롭지 않다고 말한다. 몇몇 경우에, 좋은 보육은 특히 아이들이 두 살이 되어 다른 아이들과 상호 작용할 준비가 되었을 때, 부모의 보호와는 다른 경험을 제공할 수 있다. 나쁜 보육은 아이에게 물리적, 정서적 및 애착 위험을 가져다준다. 더 높은 품질의 보육을 받은 아이들은 생애 첫 4½ 년 동안 언어와 인지 발달이 약간 더 나았으며, 처음 3년 동안 낮은 품질의 보호를 경험한 아이들보다 약간 더 협조적이었다.
국립 보건 연구소는 유아기부터 6학년까지 아이들을 따라가는 연구를 2007년 3월에 발표했다. 연구에 따르면, 질 높은 보육을 받은 아이들은 5학년 어휘 테스트에서 반대의 아이들보다 더 높은 점수를 얻었다. 연구는 또한 교사들이 보육원에서 온 아이들을 "불복종하다", 더 자주 싸우고, 더 논쟁적이라고 보았다. 연구는 공격성과 어휘의 증가가 모두 적었다고 보고했다. "연구자들은 아이들의 행동이 정상 범위 내에 있었으며 임상적으로 장애로 간주되지 않았다"고 강조했다.
사회 정책의 문제로서, 일관된 좋은 보육은 덜 숙련된 부모의 아이들에게 적절한 유아교육을 보장할 수 있다. 부모의 관점에서 보면, 좋은 보육은 좋은 양육을 보완할 수 있다.
2003년 미국의 연구에서는 4세 반 이전에 보육에서 보낸 시간이 아이의 타인과 어울리는 경향, 불복종, 그리고 공격적인 경향과 관련이 있었지만 여전히 정상 범위 내에 있었다고 말했다.

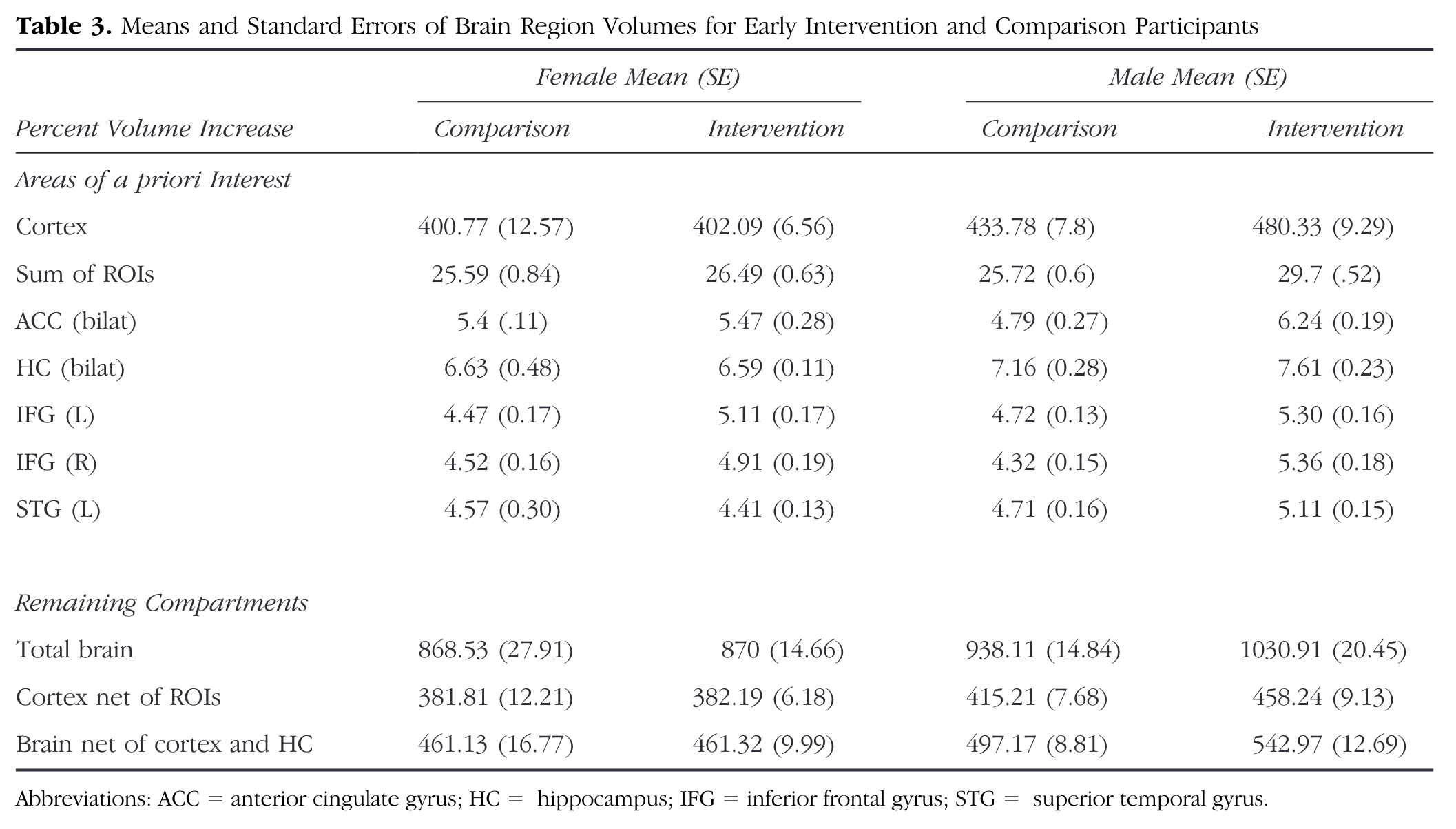
사회 경제적 지위가 낮은 어린이의 특정 보육 프로그램으로 인한 성인 뇌 크기 차이.

## 건강 문제

### 보육 감염
어린이 보육 감염은 보육 중 감염의 확산으로, 일반적으로 보육 환경에서 아이들 간의 접촉으로 인해 발생한다. 이것은 어린이 집 환경에서 아이들이 만나고 전염성 질환을 가진 자가 있을 때 발생한다. 흔히 전염병에는 감기와 같은 질병과, 설사와 같은 장 내 질환이 포함된다. 또한 벌레, 진드기, 그리고 손, 발, 입과 관련된 질환이 포함될 수 있다. 이러한 질병이 어떻게 퍼지는지는 확실하지 않지만, 손 씻기는 어느 정도 전염성을 감소시키고 손씻기 외에 다른 방법으로 위생을 지키는 것도 감염 위험을 감소시킨다.
사회적 압박으로 인해, 보육에서 아픈 아이의 부모는 보육 근로자의 조언에 따라 그리고 심지어 의료 제공자의 조언에 반대로 아이에게 과잉진료를 하게 만들 수 있다. 특히, 보육을 받는 아이들은 그렇지 않은 아이들보다 항생제를 복용할 가능성이 더 크다.

## 보육에 대한 접근과 제공의 불평등
이 문서의 이전 섹션을 기반으로, 다양한 국가들이 그들의 노동력을 지원하기 위한 수단으로 보육에 중점을 둔다는 것, 보육이 아이들의 건강과 발달 결과에 이로운 영향을 미친다는 것, 그리고 보육이 많은 다양한 공동체들을 위해 많은 형태를 취한다는 것은 분명하다. 이러한 결과의 중요성을 감안할 때, 적절한 보육을 받을 수 없는 공동체가 어떤 것인지 분석하면 인종, 성별, 계층에 관한 여러 가지 다른 문제에 대한 통찰력을 얻을 수 있다.
소득, 교육 및 일관성의 중요성 사이에는 아이, 부모, 그리고 그들의 아이의 발달과의 연결점이 있다. 더 높은 교육을 받은 부모들은 고등학교 졸업을 하지 않거나 대학 학위를 가지고 있지 않은 부모들보다 그들의 아이들의 교육에 더 큰 중요성을 둔다. 마찬가지로, 소득 수준이 더 높은 부모들은 그들 아이의 교육을 도와줄 개인 교사나 유모를 고용하기 위해 그들의 돈을 사용하는 데 기꺼이한다. 그들은 또한 사회적으로 적응해야 한다는 것의 중요성을 강조한다. 아이의 생애 초기 몇 년은 좋은 교육, 도덕, 자기 통제 및 사회 통합의 기초를 형성하기 위해 중요하다. 접근법, 기술 및 보호자의 자격의 일관성은 아이가 그의 또는 그녀의 전체 잠재력에 도달하는 데 도움이 될 것이라는 많은 연구에서 보여졌다.
서구에서 대부분의 아동 보호는 현재 위기에 처해 있다: 충분한 보육 자리가 없으며, 대대분의 부모의 수입에 비해 교육의 코스트가 높으며, 아동 보육 직원들은 지나치게 저임금을 받는다. 유아 교육자들의 시작 임금은 $11 또는 $12에서 시작되어, 높은 이직률을 초래하며, 잠재적으로 안전하고, 효과적이며, 사랑하는 아동 보육 제공자들의 유입을 감소시킨다. 유치원 교사의 평균 연봉은 약 $28,570이다. HiMama가 수행한 설문 조사에 따르면, 이윤을 추구하는 아동 보육 조직의 68%는 '노동'을 그들의 최대 위험으로 꼽았으며, 2017년에는 '재능 및 모집'을 그들의 최우선 사항으로 꼽았다.
어린이 보육의 불평등성에 대한 다른 고려 사항은 누가 불균형하게 보육 서비스를 제공하고 있는지이다. 역사적으로, 이 일은 주로 흑인과 이민자 여성에게 맡겨져 있었다. 이 두 집단은 역사적, 구조적, 사회적 긴장으로 인해 자신들을 대표할 수 없었다. "Suited for Service: Racialized Rationalizations for the Ideal Domestic Servant from the Nineteenth to Early Twentieth Century"라는 논문의 저자들은 미국 내 가사 서비스의 인종적 유산이 가사 돌봄 제공자와 돌봄 제공자 자신 사이에 종속 관계를 형성했다고 주장한다.

## 무급 보육의 가치
보호자들은 그들의 아이들을 사회의 기능적인 구성원으로 키우고 발달시킨다. 수 세기 동안 여성들이 집에 머물러 아이들을 돌보고 남편들이 나가서 일을 할 것이라고 가정되었다. 대부분의 경우, 남편들이 가족을 부양하는 데 대한 모든 인정을 받는다. 그러나, 집안일을 하는 사람도 돌봄 업무에 대한 인정을 받아야 한다. 보호자들은 금전적 보상을 받지 않으며, 아이들을 키우는 데 상당한 시간을 보내기 때문에 '돌봄-패널티'(가족 구성원을 위해 돌봄 업무를 수행함으로써 지불하는 시간 및 돈의 기회 비용)를 지불해야 한다. 가족 구성원을 돌보는 대신, 보호자는 일하는 데 시간을 보내거나 여가 활동을 할 수 있다. 돌봄 패널티는 아동 보호와만 관련이 있는 것은 아니다 – 이것은 또한 병든 가족 구성원을 돌보거나, 더 어린 형제나 자매를 돌보거나, 노인 가족 구성원을 장보러 가거나 의사의 진료를 받는 등의 실례에도 해당할 수 있다.

### 금전적 가치
여성 보호자에 대한 연간 급여 추정치를 얻기 위해 몇몇 연구들이 수행되었다. 한 설문 조사에서는, 어머니의 업무 가치가, 그녀가 가정을 운영하고 아이들을 돌보는 데 수행하는 각 업무에 평균 임금을 지불한다면, 연간 $117,867이라는 것을 제안했다. 임금이 높은 이유는 어머니들이 주로 주간에 약 10가지 다른 직업 기능을 수행하기 때문이다. 이러한 직업 기능 중 일부는 청소, 운전, 아이들을 돌보는 것, 그리고 세탁물을 빨래하는 것과 같이 저임금이지만, 특히 경제적 및 관리적 업무와 같이 설문 조사가 회사의 최고경영자와 동등하다고 평가한 다른 업무는 고임금이다. 유모나 가정부는 이렇게 많은 돈을 벌지 못하며, 직접 아동 보육을 제외한 거의 모든 업무는 부모가 아닌자에 의해서도 수행되어야 한다. 무급 아동 보호의 가치는 또한 법에서 중요한 수치이기도 하다. 전문 증인들(대부분 경제학자들)은 때때로 무급 노동의 가치에 대한 추정치를 제공하기 위해 법정 사건에 참여하게 된다. 추정치를 제공함으로써, 원고나 피고는 그들의 노동에 대해 공정하게 보상받을 수 있다.
발달적 혜택은 또한 더 어린 아이들을 돌보기 위해 과제를 맡게 된 더 큰 형제나 친척들에게도 보여진다. 예를 들면, 형제가 있는 아이들은 형제가 없는 아이들보다 더 자주 친화적 행동(다른 사람의 관점을 받아들이는 능력이나 다른 사람과 나누는 것과 같은)을 나타낼 것이다. 또한, 형제 보호자들은 일상 업무에 참여하도록 더 어린 형제나 자매들을 가르치면서 더 깊은 의사소통 기술을 개발할 기회를 갖게 된다.

## 역사
Chris Knight에 따르면, 초기의 인간들은 소수였다; 그 후 인구는 "폭발적으로 증가했다. 이러한 규모의 인구 확장은 영아살해, 괴롭힘에 대한 여성의 관용 남성의 외도와 이중 잣대에 대한 어머니의 무거운 비용과 부합하지 않다. 평범하게 큰 뇌를 가진 아주 많은 수의 아이들이 성공적으로 성숙하게 키워졌다면, 보육의 품질은 탁월했어야 했다. 우리는 최적의 해결책이 무엇이었을지 알고 있다. 모든 가능한 보육 자원을 활용하는 것이 어머니들에게 가장 좋았을 것이라는 것에 의심의 여지가 없다."
플라톤은 Elaine Hoffman Baruch에 따르면, 기원전 394년, 아동 보육 시스템이 여성들이 사회에 참여하도록 할 것이라고 주장했다. 현대적 의미의 아동 보호에 책을 쓴 초기 영어 작가 중 한 사람은 Elizabeth Dawbarn(Infants의 권리, 또는... 유아를 위한 수유, 1805)이었다.
첫 번째 탁아소는 1844년 11월 14일 파리에서 Firmin Marbeau에 의해 열렸다. Société des Crèches는 1869년에 프랑스 정부에 의해 인정되었다. 18세기 후반과 19세기 초반 유럽에서 시작된 보육은 1850년대에 미국에서 개인 자선 단체에 의해 설립되었다. Ansley Wilcox가 설립한 Charity Organization Society와 같은 것이다. 버펄로 (뉴욕주)의 Fitch Creche는 미국에서의 처음으로 일하는 어머니들을 위한 첫 번째 낮 센터로 알려져 있었다. 그 당시 1854년, 뉴욕에는 주간 간호보육 시설또한 존재했다.
영어권 국가 및 기타 보수적인 국가에서는 대부분의 아이들이 부모, 집 안의 유모 또는 친척, 이웃, 친구와의 비공식적인 약속을 통해 아이를 돌보지만, 북유럽 국가에서는 대부분의 아이들이 하루 대부분을 보육 센터에서 보낸다. 아이의 집에서의 보육은 전통적으로 유모나 오페어, 또는 할머니, 고모, 숙모 등의 확장된 가족 구성원에 의해 제공된다. 보육은 어린이집이나 crèches에서 제공되거나 유모나 가정 보육 제공자가 자신의 집에서 아이들을 돌볼 수 있다. 또한 교육, 아동 발달, 교육 그리고 사전 교육까지 서비스 영역에 포함될 수 있는 더 공식적인 구조를 취할 수 있다.
보육 산업은 개인의 부모로부터 큰 규모의 규제된 기관에 이르기까지 연속성을 가지고 있다. 일부 아동 돌봄 제공자들은 여러 가정의 아이들을 동시에 자신의 집에서(호주에서 일반적으로 "가정 보육"으로 알려짐) 또는 전문 아동 보육 시설에서 돌본다. 일부 고용주들은 고용주의 장소나 그 근처에 아동 돌봄 시설을 제공한다.
시장이 충분히 크거나 정부 보조금이 있는 경우 이윤을 추구하는 보육 기업이 종종 존재한다.
독립적인 연구들은 좋은 보육이 해롭지 않다고 제안한다. 경우에 따라 좋은 보육은 부모의 돌봄보다 다른 경험을 제공할 수 있으며, 특히 아이들이 2살이 되어 다른 아이들과 상호 작용할 준비가 되었을 때 그렇다. 높은 품질의 보육을 받는 아이들은 처음 4년 반 동안의 생활에서 낮은 품질의 보육을 받는 아이들보다 보다 더 나은 언어와 인지 발달을 보였다.

### 가정 밖의 육아에 대한 초기 문화 간 연구

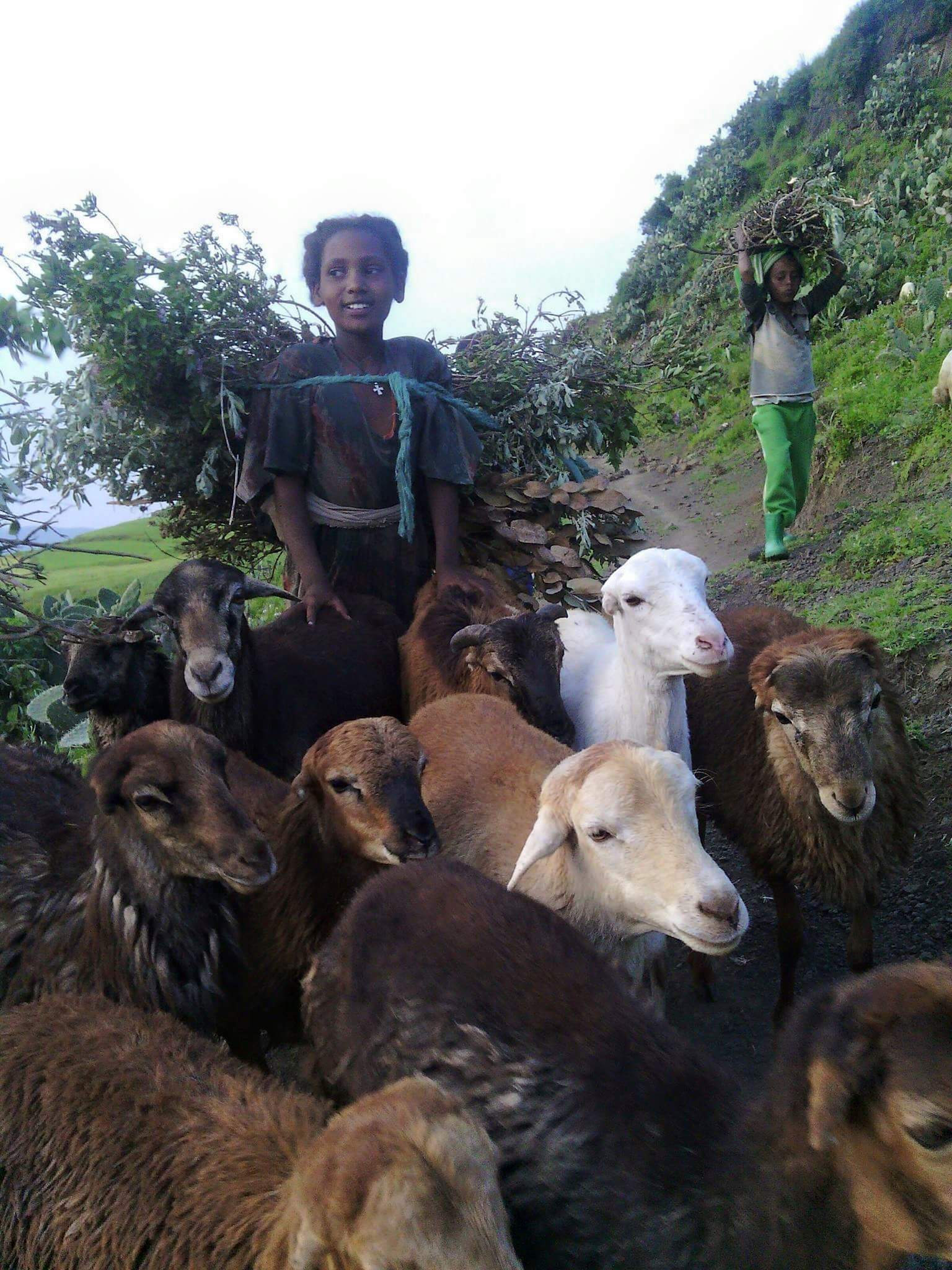
장작을 들고 양을 돌보는 아이들 에티오피아

1977년에 Thomas S. Weisner와 Ronald G. Gallimore는 1969년까지 부모 이외의 사람들에 의한 어린이 돌봄에 대한 교차 문화적인 연구가 없었으며, Socialization Theory and Research의 핸드북에는 1,182페이지에 걸쳐 부모 이외의 사람들에 의한 어린이 돌봄에 대한 참조가 없다고 보도했다. 그들의 1977년 논문은 백여 개 국가에 대해 조사했다. 그들은 농업/원예 사회에서 공동체에게 생계를 제공하기 위해 일하는 곳에서 형제나 비슷한 연령의 아이들이 어린 아이들을 담당하고 있다는 것을 발견했다. 보육의 다른 요소들은 돌봄 제공자와 아이의 상대적 연령, 부모의 기대, 아이의 요구, 아이들의 성숙에 대한 문화적 다양한 개념, 인구 통계학적 조성에 영향을 주는 요소 등 교차 문화적으로 변한다. 그들은 가정과 가계 환경에 기인하는 차이점이 있다고 말했다. 즉, 특정 커뮤니티의 성인 돌봄 제공자가 수행하는 일의 유형은 사용되는 보육의 유형에 큰 영향을 미친다.
Weisner는 비공식적인 돌봄을 받는 아이들이 센터나 가정 기반 센터에서 종종 받는 것과 같은 교육 및 준비 과정을 받을 수도 있고 받지 않을 수도 있다고 말했다. 많은 상황에서 커리큘럼이나 교육 일정은 없을 것이며, 대신 돌봄 제공자와 담당자의 상호 작용의 직접적인 결과로 비공식적으로 학습이 발생한다. 학습과 발달은 모든 개인에게 다르게 발생한다. 아기의 성장의 다른 기간은 그들과 연관된 돌봄 스타일에 영향을 미칠 것으로 알려져 있다.

## 산업
보육 산업은 개인의 부모로부터 큰 규모의 규제된 기관에 이르기까지 연속성을 가지고 있다.
대부분의 보육은 여전히 부모, 집안의 유모 또는 친척, 이웃, 친구와의 비공식적인 약속을 통해 이루어진다. 예를 들어, 캐나다에서는 적어도 한 명의 부모가 일하는 두 부모 가족 중 62%의 부모가 스스로 아이를 돌보고, 32%는 다른 가정 내 돌봄(유모, 친척, 이웃 또는 친구)을 사용하며, 단지 6.5%만이 공식 보육 센터를 사용한다.
그러나, 시장이 충분히 크거나 정부 보조금이 있는 경우 이윤을 추구하는 보육 기업이 종종 존재한다. 예를 들어, 북미에서는 KinderCare Learning Centers와 같은 이러한 회사 중 가장 큰 회사 중 하나가 39개 주와 컬럼비아 특별구에 위치한 약 1,600개의 센터를 보유하고 있다. Bright Horizons Family Solutions는 600개 이상의 보육 센터를 보유하고 있다. 호주 정부의 보육 보조금은 그 국가의 큰 민간 부문 산업의 창출을 허용하였다.
대기업의 보육 시설이 존재하는 것도 대형 기업 보육을 선호하는 요인이다. 대기업들은 직원 혜택을 직접 처리하지 않고 하청을 찾아내어 기업 보육을 관리할 것이다. 대부분의 작은, 이윤을 추구하는 보육은 단일 위치에서 운영된다.
일반적으로 지리적 제한과 보육 제공자의 다양성으로 인해 아동 보육은 매우 파편화된 산업으로 여겨진다. 가장 큰 제공자들조차 시장의 아주 작은 파이만을 차지한다. 이것은 부모들이 품질 있는 아동 보육을 찾고자 할 때 불만을 야기한다 그들 중 87%는 전통적인 보육 검색을 "어렵고 짜증나게 하다"고 묘사한다.

## 접근
어린이 보육의 유용성은 다른 가족 구성원이나 전문 보육과 관련하여 부모가 일할 수 있는 능력에 영향을 미친다. 이것은 한부모 또는 맞벌이를 원하는 부모 모두를 포함한다. 고소득 국가의 많은 정부들은 저소득 가정 또는 부모를 위한 보육 프로그램 혜택을 위해 보조금을 제공한다. 미국에서는 보조금이 거의 제공되지 않는 곳에서 정부가 보편적인 아동 보육 서비스를 제공해야 하는지 여부에 대한 정치적 논쟁이 있다. 관련된 논쟁에는 보편적인 유치원 및 유급 가족 휴가에 대한 논쟁도 포함된다.

## 표준 및 요구 사항

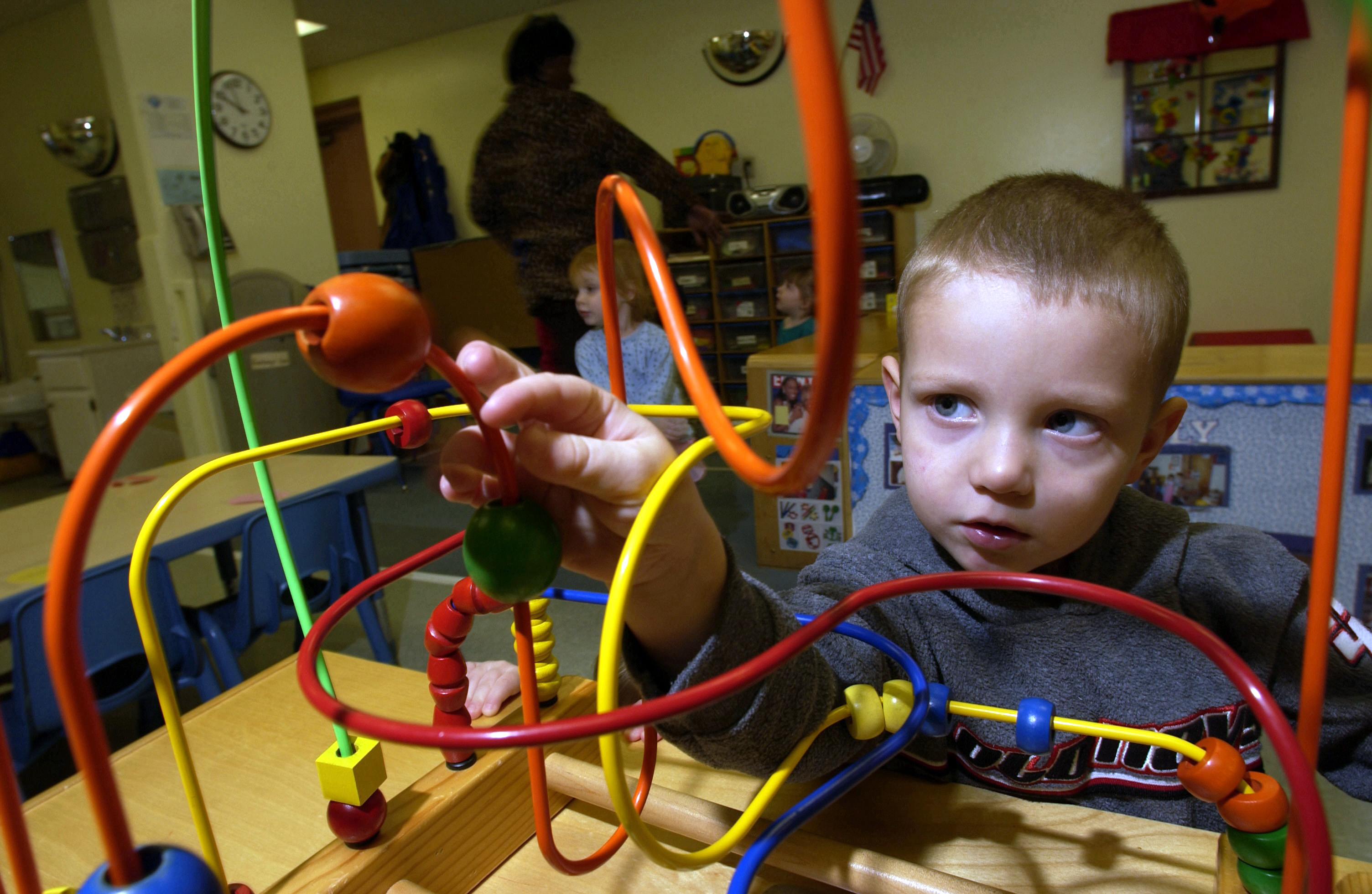
아이가 보육원에서 장남감을 만지는 모습

일부 관할 구역은 라이선스 또는 인증을 요구한다. 부모들은 또한 독립적인 평가 서비스에 의존하거나 추천에 의존할 수도 있다. 일부는 자발적인 품질 네트워크를 개발한다. 예를 들어, 호주의 대부분의 보육 서비스는 국가 품질 보증 체계의 일부이다. 일부 장소들은 보육 제공자에게 소아 CPR 및 응급 처치 교육을 받도록 요구한다. 대부분의 국가들은 아이들을 안전하게 유지하고 아동 학대를 예방하고 처벌하기 위해 보육과 관련된 법률을 가지고 있다. 이러한 법률은 보육 제공에 대한 비용과 복잡성을 더할 수 있으며, 품질 있는 보육을 돕기 위한 도구를 제공할 수 있다.
또한, 법률은 일반적으로 무엇이 보육을 구성하는지(예: 개별 유모를 규제하지 않기 위해) 정의한다. 그것은 물리적 시설의 세부 사항(화장실, 식사, 수면, 조명 수준 등)을 명시할 수 있다. 아이 당 최소 바닥 공간(예: 2.8 제곱미터)과 방 당 최대 아이 수(예: 24)를 명시할 수 있다. 최소 야외 활동 시간(예: 6시간 이상의 프로그램에 대해 2시간)을 명시할 수 있다. 법률은 감독자의 자격을 명시할 수 있다. 직원들은 일반적으로 어떤 자격을 필요로 하지 않지만 18세 미만의 직원은 감독이 필요할 수 있다. 일부 법률은 또한 평가 체계를 설립하며, 다양한 장난감의 수와 상태, 유지되어야 하는 문서 등을 명시한다. 일반적으로, 아이들이 12세에 도달하면 그들은 더 이상 보육 법률의 적용을 받지 않으며, 더 나이 많은 아이들을 위한 프로그램은 규제되지 않을 수 있다.
법률은 인력 비율을 명시할 수 있다(예: 6주에서 12개월, 1:4; 12에서 18개월, 1:5; 18에서 24개월, 1:9; 등등). 돌봄 제공자와 아이의 비율은 돌봄의 품질을 나타내는 요소 중 하나이다. 이 비율은 보육 센터의 위치와 보육 센터 내의 사정에 따라 크게 다르다. 너무 높은 비율의 돌봄 제공자과 아이의 잠재적인 결과는 위험을 초래할 수 있다. 그러나, 많은 주들은 유아에게 더 많은 수의 돌봄 제공자를 허용하며 몇몇 센터들만 이를 지속적으로 준수하지 않는다. 예를 들면, 미국 내: 펜실베이니아, 1~3세, 1명의 교사에 5명의 아이; 미주리: 2세, 1명의 교사에 8명의 아이; 북캐롤라이나: 1명의 교사에 10명의 아이.
선진국의 많은 조직들은 모든 아이들을 위한 무료 또는 보조금이 지급되는 보육에 대한 캠페인 운동을 벌인다. 몇몇은 세금 감면 또는 수당 지급에 대한 캠페인을 진행하여 부모들에게 경제적 부담을 덜어줄 선택지를 제공한다. 미국에서 무료 또는 보조된 보육 프로그램 중 많은 것들은 아동 발달 프로그램이거나 자격을 갖춘 교사를 고용하여 그들의 돌봄 중에 아이들을 가르치는 방과 후 프로그램이다. 보육 정책에 로비를 하는 지역 산업 협회는 산업을 대중에게 홍보하거나 부모가 올바른 보육 제공자를 선택하는 데 도움을 준다.
미국에서 규제된 상업적 또는 가정 보육 환경에서의 보육은 아동 발달 협회 또는 높은 자격을 가진 교사에 의해 관리된다. 해당 자격에는 초기 아동 교육(ECE) 분야의 준학사, 학사, 심지어 석사 학위가 포함된다. 비록 보육 전문가들이 학위를 얻더라도, 많은 주들은 그들이 연간 작업숍에 참석하여 그들의 지식과 기술 수준을 업그레이드하도록 요구한다. 많은 보육 센터들은 교사가 일정량의 교육을 받도록 요구한다. 예를 들면, 텍사스는 연간 최소 25시간을 요구하며, 1년차 교사는 50시간을 요구한다.

## 같이 보기
- 영아
- 유아
- 교육
- 보육교사
- 보육시설 (어린이집, 놀이방 등)